# 경제적 불평등

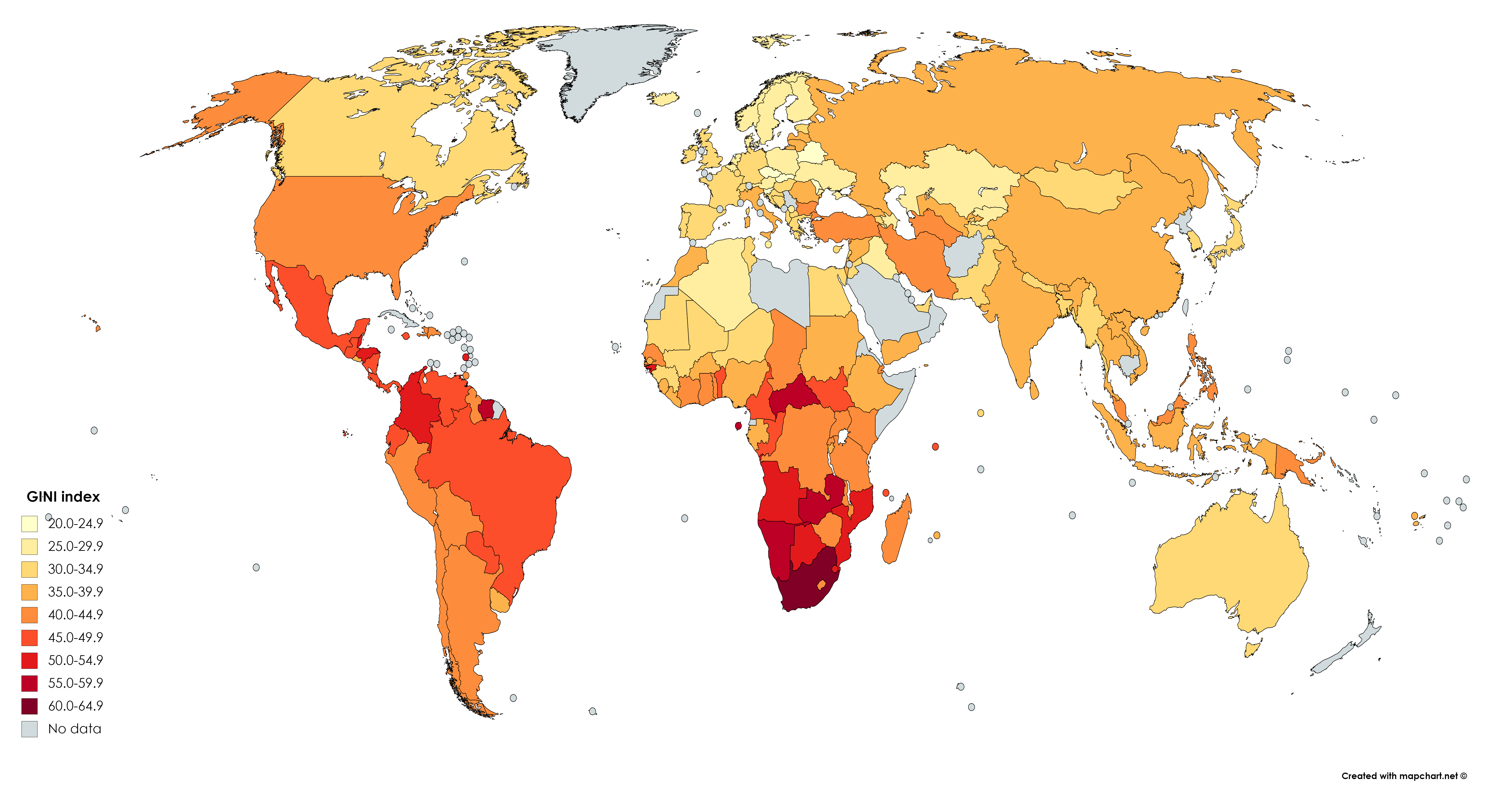

다양한 경제적 불평등(經濟的 不平等, 영어: economic inequality)이 있는데, 가장 두드러지게 소득분배와 재산분배를 사용하여 측정된다. 국가 또는 국가 간의 경제적 불평등 외에도, 다른 그룹의 사람들 사이에 중요한 경제적 불평등의 유형이 있다.중요한 경제 측정 유형은 부, 소득 및 소비에 초점을 맞춘다. 경제적 불평등을 측정하기 위한 소득 불평등 메트릭이 있다.널리 쓰이는 지니계수 또 다른 유형의 척도는 불평등을 고려한 통계 종합 지수인 불평등 조정 인간 개발 지수이다.
평등의 중요한 개념으로는 평등, 결과 평등, 기회의 평등 등이 있다.

연구에 따르면 불평등이 커지면 경제성장이 저해되고, 토지 및 인적 자본의 불평등이 소득의 불평등보다 성장을 더 감소시킨다고 한다.세계화는 (국가들간의) 세계적인 불평등을 줄인 반면, 그것은 국가 내에서의 불평등을 증가시켰다. 연구는 일반적으로 경제적 불평등을 혁명을 포함한 정치 불안정과 연결시켜왔다. 민주적 붕괴그리고 시민 분쟁.

## 측정
1820년 세계 인구의 상위 20%와 하위 20%의 소득 비율은 3:1이었다. 1991년에는 86 대 1이었다.2011년 연구 제목은 "Divided we stand: OECD의 경제협력개발기구(OECD)의 '불평등 지속 이유'는 OECD 국가들의 경제적 불평등을 조사함으로써 이러한 불평등 증가의 원인을 설명하려고 노력했고, 다음과 같은 요소들이 작용했다고 결론지었다.
* 가구구조의 변화가 중요한 역할을 할 수 있다. OECD 국가들의 독신 가구는 1980년대 말 평균 15%에서 2000년대 중반 20%로 높아져 불평등이 더 높아졌다.
* [대조적 짝짓기]는 비슷한 배경을 가진 사람과 결혼하는 현상, 예를 들어 의사가 간호사보다 다른 의사와 결혼하는 현상을 말한다. OECD는 약 20년 전 33%에 비해 두 파트너가 모두 일하는 부부 중 40%가 동일하거나 이웃한 소득 십분위에 속한다는 사실을 밝혀냈다.* 하위 백분위수에서는 작업 시간이 감소하였다.
* 불평등을 증가시키는 주된 이유는 기술의 수요와 공급의 차이인 것 같다.
이 연구는 경제적 불평등의 수준에 대해 다음과 같은 결론을 내렸다.
* OECD 국가들의 소득 불평등은 지난 반세기 동안 가장 높은 수준이다. 하위 10%와 상위 10%의 비율은 25년 만에 1:7에서 1:9로 증가했다.* 불평등 수준이 경제협력개발기구(OECD) 국가 전반에서 공통적이고 더 높은 평균 수준으로 수렴될 가능성이 있다는 잠정적인 징후가 있다.
- ([프랑스], 일본, 스페인을 제외한 나머지 10%의 최고 임금 근로자의 임금은 최저 임금인 10%에 비해 상승했다.[12]

2011년 OECD의 한 연구는 아르헨티나, 브라질, 중국, [[인도 소득 불평등]에서 경제적 불평등을 조사했다. 인도, 인도네시아, 러시아, 남아프리카. 이 보고서는 이들 국가의 불평등의 주요 원천에는 "대규모 지속적[비공식 부문]", 광범위한 지역적 분열(예: 도시-농촌), 교육에 대한 접근성 격차, 여성의 고용 및 경력 진보 장벽 등이 포함된다고 결론지었다."
[United Nations University]의 세계개발경제연구소에 의한 연구에 따르면, 성인의 1%만이 2000년에 전세계 자산의 40%를 소유하고 있다고 한다. 세계에서 가장 낮은 48개국을 합친 것보다 더 많은 금융 자산을 보유하고 있는 [[억만장자 명단]|'3 부자들]이 있다. "천만 달러 백만장자"의 총 재산은 2008년에 거의 41조 달러로 늘어났다.[[Oxfam]의 2021년 세계 불평등에 대한 보고서에 따르면 [COVID-19 대유행]은 경제적 불평등을 상당히 증가시켰으며, 전 세계에서 가장 부유한 사람들이 대유행의 영향을 가장 적게 받았고, 그들의 재산은 가장 빨리 회복되었으며, 억만장자들은 3조 9천억 달러가 증가했으며, 동시에 살고 있다. 하루에 5억 달러 미만이면 5억 달러 증가할 것 같다. 보고서는 또 가장 부유한 1%가 지금까지 [기후변화]의 가장 큰 오염자이며 주요 동인이라고 강조하면서, 정부 정책이 불평등과 기후 변화를 동시에 퇴치하는 데 초점을 맞춰야 한다고 말했다.
[PolitiFact]에 따르면, 상위 400명의 부자들은 "전체 미국인들의 절반 이상의 부를 가지고 있다"고 한다."2014년 7월 22일 뉴욕타임스에 따르면, "미국에서 가장 부유한 1%가 하위 90%보다 더 많은 부를 소유하고 있다"고 한다.물려받은 재산은 왜 부자가 된 많은 미국인들이 "실질적인 우두머리"를 가졌는지를 설명하는 데 도움이 될 수 있다. 제프 베이조스, 빌 게이츠, 워런 버핏 등 3명의 개인이 하위 절반인 1억6000만 명 정도의 부를 소유하고 있다며 빈부격차가 커지면서 '도덕적 위기'가 조성됐다는 IPS의 2017년 보고서도 "이렇게 극단적인 수준의 집중 부를 목격하지 못했다"고 지적했다. 1세기 전 최초의 황금시대 이래 권력을 장악하고 있다." 2016년, 세계의 억만장자들은 그들의 총 재산을 6조 달러로 증가시켰다. 2017년, 그들은 8조 9천억으로 그들의 집단 재산을 늘렸다. 2018년 미국의 소득 불평등은 인구조사국이 기록한 역대 최고 수준에 도달했다.

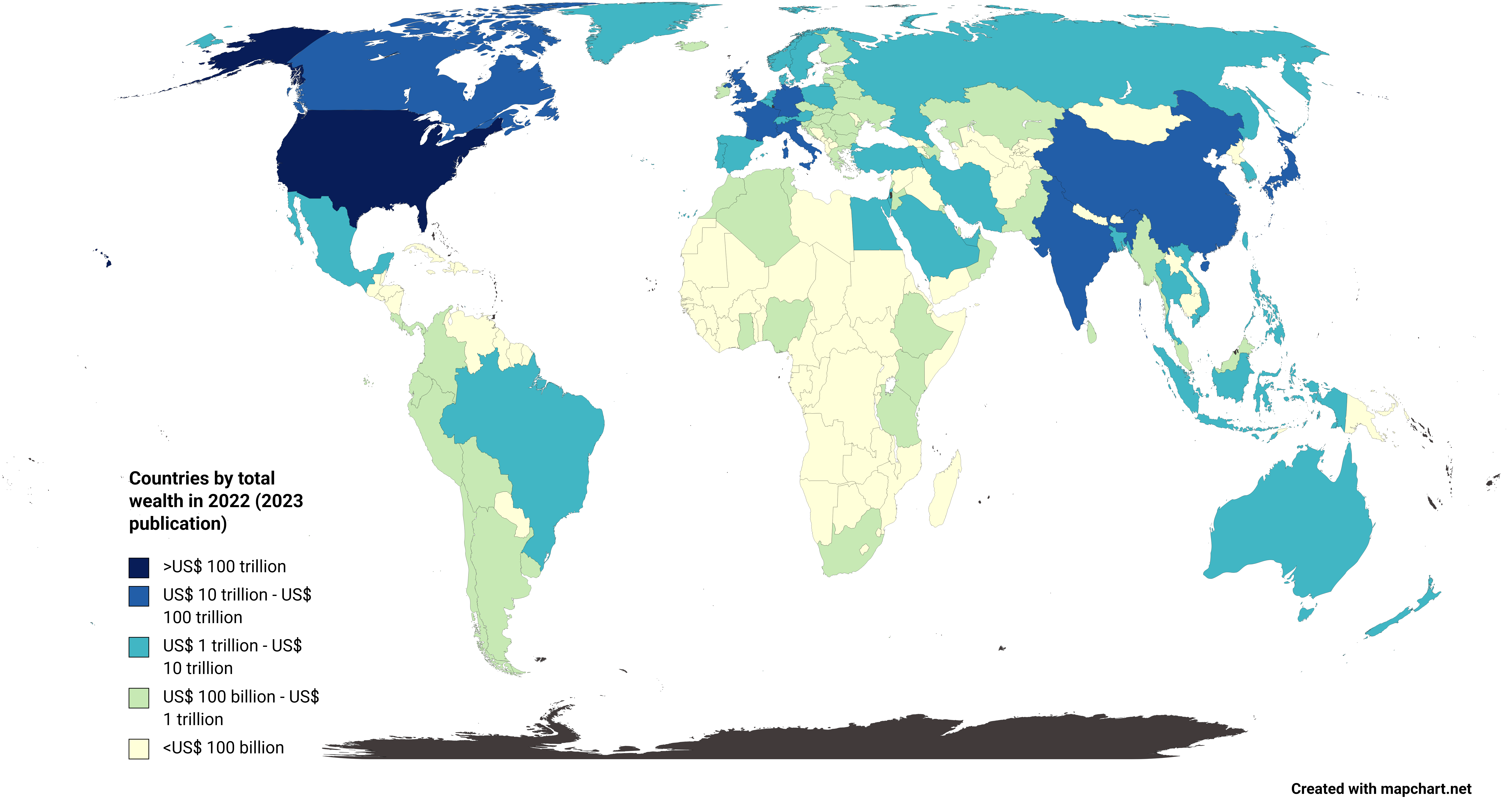
총 자산(조 달러)에 따른 국가, Credit Suisse

불평등 조정 HDI에 따른 나라 목록 인간 개발 지수.

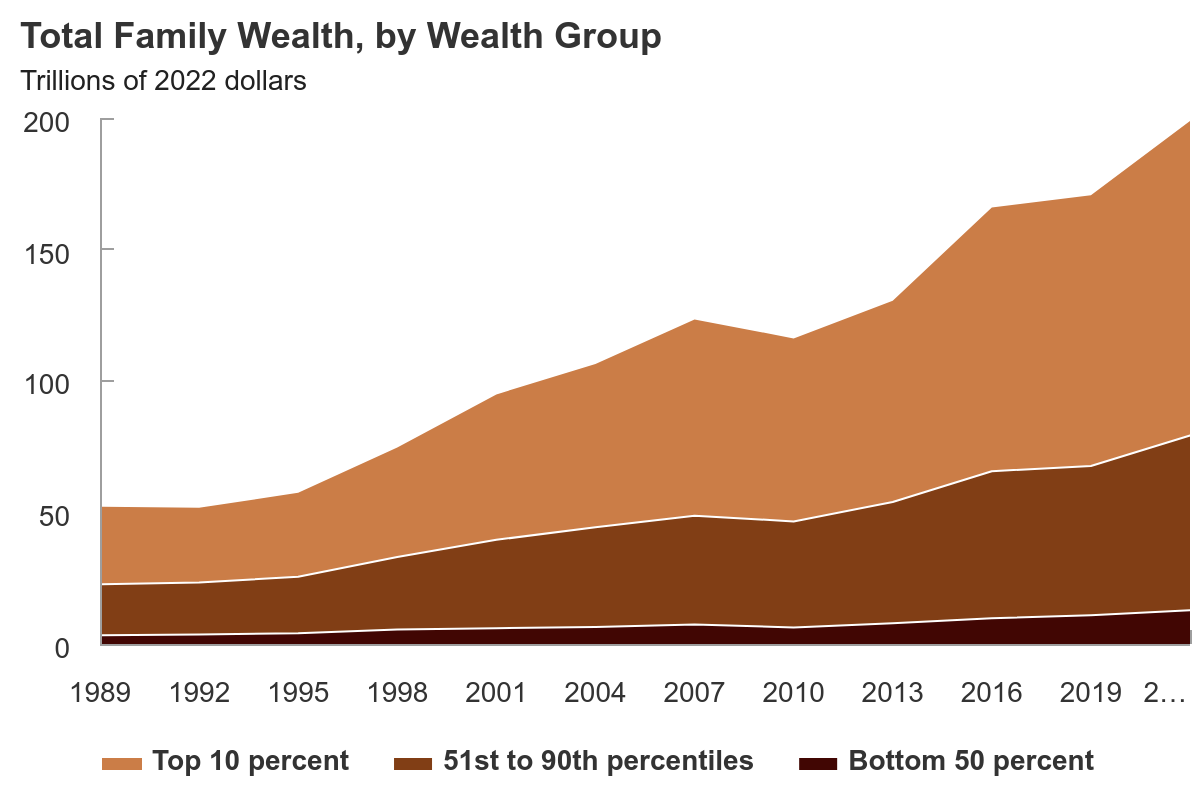
미국의 부의 불평등은 1989년부터 2013년까지 증가했다.

기존 데이터와 추정치는 1820년과 1960년 사이에 국제(그리고 더 일반적으로 매크로 지역 간) 구성요소가 크게 증가했음을 시사한다. 국가 내 불평등을 증가시키는 희생을 감수하면서 그 때 이후로 그것은 약간 줄어들었을지도 모른다. 2014년 유엔개발계획은 소득 불평등이 확대되는 것을 막기 위해 사회보장, 일자리, 취약계층을 보호하는 법에 대한 더 많은 투자가 필요하다고 주장했다.
측정된 부의 분배와 부의 분배에 대한 대중의 이해에는 상당한 차이가 있다. 하버드 경영대학원의 마이클 노턴과 듀크대 심리학과의 댄 애리 교수는 2011년 실시한 연구에서 이것이 사실이라는 것을 발견했다. 2011년 상위 5분위까지의 실제 재산은 약 84%인 반면 일반인들이 상위 5분위까지 가는 것으로 추산한 평균 재산은 약 58%였다.

2020년 연구에 따르면, 1970년 이후 전 세계 소득 불평등이 상당히 감소했다고 한다. 2000년대와 2010년대 동안, 세계에서 가장 가난한 절반의 수입에서 차지하는 비율은 두 배가 되었다. 두 연구원은 개발도상국의 강한 경제 성장으로 인해 세계 소득 불평등이 줄어들고 있다고 주장한다. 유엔 경제사회부의 2020년 1월 보고서에 따르면, 국가 간 경제적 불평등은 감소했지만, 1990년부터 2015년까지 세계 인구의 70%가 국가 내 불평등이 증가했다고 한다. 2015년 OECD는 OECD 회원국 중 소득 불평등이 그 어느 때보다도 높고 많은 신흥국들에서 증가된 수준에 있다고 보고했다. 국제통화기금(IMF)의 2015년 6월 보고서에 따르면:
소득 불평등 확대는 우리 시대의 결정적 과제이다. 선진국에서는 빈부격차가 수십 년 만에 최고 수준이다. 신흥시장과 개발도상국(EMDC)에서 불평등 추세가 더욱 엇갈리고 있으며, 일부 국가는 불평등이 감소했지만, 교육, 의료, 금융에 대한 접근에서 불평등이 만연해 있다.

2017년 10월 IMF는 최근 수십 년간 전 세계적인 불평등이 감소했음에도 불구하고 국가 내 불평등이 너무 급격히 상승하여 경제 성장을 위협하고 더 나아가 정치적 양극화를 초래할 수 있다고 경고했다. 기금 재정모니터 보고서는 "진보적 과세와 이전이 효율적인 재정 재분배의 핵심 요소"라고 밝혔다. 10월 2018년에서 옥스 팜은 저감 불평등 지수 사회적 지출, 세금과 노동자들의 권리는 국가의 최고이라고 빈부 격차를 줄일 보여 주기 위해 측정을 발표했다.

### 개별 국가 내 부의 분배
다음 표는 Crédit Suisse의 2018년 보고서와 다른 국가의 개인 재산 분배에 대한 정보를 보여준다. 재산은 부채, 부채, 환율 및 예상 개발, 부동산 가격, 인적 자원, 천연 자원, 기술 발전 등과 같은 다양한 요소에 의해 계산된다.
| 1   |
| 2   |
| 3   |
| 4   |
| 5   |
| 6   |
| 7   |
| 8   |
| 9   |
| 10  |
| 11  |
| 12  |
| 13  |
| 14  |
| 15  |
| 16  |
| 17  |
| 18  |
| 19  |
| 20  |
| 21  |
| 22  |
| 23  |
| 24  |
| 25  |
| 26  |
| 27  |
| 28  |
| 29  |
| 30  |
| 31  |
| 32  |
| 33  |
| 34  |
| 35  |
| 36  |
| 37  |
| 38  |
| 39  |
| 40  |
| 41  |
| 42  |
| 43  |
| 44  |
| 45  |
| 46  |
| 47  |
| 48  |
| 49  |
| 50  |
| 51  |
| 52  |
| 53  |
| 54  |
| 55  |
| 56  |
| 57  |
| 58  |
| 59  |
| 60  |
| 61  |
| 62  |
| 63  |
| 64  |
| 65  |
| 66  |
| 67  |
| 68  |
| 69  |
| 70  |
| 71  |
| 72  |
| 73  |
| 74  |
| 75  |
| 76  |
| 77  |
| 78  |
| 79  |
| 80  |
| 81  |
| 82  |
| 83  |
| 84  |
| 85  |
| 86  |
| 87  |
| 88  |
| 89  |
| 90  |
| 91  |
| 92  |
| 93  |
| 94  |
| 95  |
| 96  |
| 97  |
| 98  |
| 99  |
| 100 |
| 101 |
| 102 |
| 103 |
| 104 |
| 105 |
| 106 |
| 107 |
| 108 |
| 109 |
| 110 |
| 111 |
| 112 |
| 113 |
| 114 |
| 115 |
| 116 |
| 117 |
| 118 |
| 119 |
| 120 |
| 121 |
| 122 |
| 123 |
| 124 |
| 125 |
| 126 |
| 127 |
| 128 |
| 129 |
| 130 |
| 131 |
| 132 |
| 133 |
| 134 |
| 135 |
| 136 |
| 137 |
| 138 |
| 139 |
| 140 |
| 141 |
| 142 |
| 143 |
| 144 |
| 145 |
| 146 |
| 147 |
| 148 |
| 149 |
| 150 |
| 151 |
| 152 |
| 153 |
| 154 |
| 155 |
| 156 |
| 157 |
| 158 |
| 159 |
| 160 |
| 161 |
| 162 |
| 163 |
| 164 |
| 165 |
| 166 |
| 167 |
| 168 |
| 169 |
| 170 |
| 171 |
| 172 |
| 173 |
| 174 |

| 국가 또는 아국 지역   | 중위부 성인 1인당 미국 달러 | 평균부 성인 1인당 미국 달러 | 비율(%) 중위수의 뜻에 따라 | 어른들 수천 |
| --------------------- | --------------------------- | --------------------------- | -------------------------- | ----------- |
| 아이슬란드            | 203,847                     | 555,726                     | 36.68                      | 248         |
| 오스트레일리아        | 191,453                     | 411,060                     | 46.58                      | 18,433      |
| 스위스                | 183,339                     | 530,244                     | 34.58                      | 6,811       |
| 룩셈부르크            | 164,284                     | 412,127                     | 39.86                      | 456         |
| 벨기에                | 163,429                     | 313,045                     | 52.21                      | 8,869       |
| 네덜란드              | 114,935                     | 253,205                     | 45.39                      | 13,260      |
| 프랑스                | 106,827                     | 280,580                     | 38.07                      | 49,478      |
| 캐나다                | 106,342                     | 288,263                     | 36.89                      | 28,858      |
| 일본                  | 103,861                     | 227,235                     | 45.71                      | 105,108     |
| 뉴질랜드              | 98,613                      | 289,798                     | 34.03                      | 3,486       |
| 영국                  | 97,169                      | 279,048                     | 34.82                      | 50,919      |
| 싱가포르              | 91,656                      | 283,118                     | 32.37                      | 4,552       |
| 스페인                | 87,188                      | 191,177                     | 45.61                      | 37,410      |
| 노르웨이              | 80,054                      | 291,103                     | 27.50                      | 4,057       |
| 이탈리아              | 79,239                      | 217,787                     | 36.38                      | 48,527      |
| 중화민국              | 78,177                      | 212,375                     | 36.81                      | 19,139      |
| 몰타                  | 76,116                      | 140,629                     | 54.13                      | 347         |
| 아일랜드              | 72,473                      | 232,952                     | 31.11                      | 3,460       |
| 오스트리아            | 70,074                      | 231,368                     | 30.29                      | 7,075       |
| 대한민국              | 65,463                      | 171,739                     | 38.12                      | 41,381      |
| 미국                  | 61,667                      | 403,974                     | 15.27                      | 242,972     |
| 덴마크                | 60,999                      | 286,712                     | 21.28                      | 4,450       |
| 카타르                | 59,978                      | 121,638                     | 49.31                      | 2,177       |
| 홍콩                  | 58,905                      | 244,672                     | 24.08                      | 6,224       |
| 이스라엘              | 54,966                      | 174,129                     | 31.57                      | 5,405       |
| 핀란드                | 45,606                      | 161,062                     | 28.32                      | 4,327       |
| 그리스                | 40,789                      | 108,127                     | 37.72                      | 9,019       |
| 스웨덴                | 39,709                      | 249,765                     | 15.90                      | 7,689       |
| 독일                  | 35,169                      | 214,893                     | 16.37                      | 67,470      |
| 슬로베니아            | 34,043                      | 79,097                      | 43.04                      | 1,676       |
| 포르투갈              | 31,313                      | 109,362                     | 28.63                      | 8,377       |
| 리비아                | 26,939                      | 61,701                      | 43.66                      | 4,085       |
| 쿠웨이트              | 26,278                      | 91,374                      | 28.76                      | 3,045       |
| 아랍에미리트          | 25,267                      | 88,173                      | 28.66                      | 7,752       |
| 칠레                  | 23,812                      | 62,222                      | 38.27                      | 13,166      |
| 세이셸                | 21,349                      | 48,652                      | 43.88                      | 68          |
| 슬로바키아            | 21,203                      | 34,781                      | 60.96                      | 4,339       |
| 에스토니아            | 18,895                      | 57,806                      | 32.69                      | 1,034       |
| 크로아티아            | 17,131                      | 35,951                      | 47.65                      | 3,342       |
| 체코                  | 17,018                      | 61,489                      | 27.68                      | 8,529       |
| 모리셔스              | 16,472                      | 35,668                      | 46.18                      | 943         |
| 중국                  | 16,333                      | 47,810                      | 34.16                      | 1,085,003   |
| 헝가리                | 15,026                      | 37,594                      | 39.97                      | 7,826       |
| 아루바                | 14,901                      | 45,612                      | 32.67                      | 79          |
| 오만                  | 14,304                      | 41,804                      | 34.22                      | 3,450       |
| 브루나이              | 14,154                      | 42,925                      | 32.97                      | 298         |
| 바레인                | 13,385                      | 38,882                      | 34.42                      | 1,153       |
| 사우디아라비아        | 12,847                      | 43,174                      | 29.76                      | 22,629      |
| 우루과이              | 12,556                      | 39,194                      | 32.04                      | 2,484       |
| 몬테네그로            | 12,060                      | 24,746                      | 48.74                      | 475         |
| 바하마                | 11,385                      | 47,822                      | 23.81                      | 288         |
| 리투아니아            | 11,161                      | 24,600                      | 45.37                      | 2,306       |
| 불가리아              | 11,013                      | 23,984                      | 45.92                      | 5,752       |
| 폴란드                | 10,572                      | 31,794                      | 33.25                      | 30,626      |
| 키프로스              | 10,384                      | 100,308                     | 10.35                      | 909         |
| 코스타리카            | 9,813                       | 31,717                      | 30.94                      | 3,490       |
| 바베이도스            | 8,522                       | 28,762                      | 29.63                      | 213         |
| 파나마                | 8,358                       | 28,897                      | 28.92                      | 2,655       |
| 알바니아              | 8,157                       | 16,957                      | 48.10                      | 2,201       |
| 라트비아              | 7,540                       | 33,958                      | 22.20                      | 1,557       |
| 조지아                | 7,078                       | 16,725                      | 42.32                      | 2,940       |
| 말레이시아            | 7,000                       | 27,970                      | 25.03                      | 21,372      |
| 가봉                  | 6,973                       | 16,342                      | 42.67                      | 1,124       |
| 통가                  | 6,796                       | 15,255                      | 44.55                      | 58          |
| 보스니아 헤르체고비나 | 6,762                       | 14,110                      | 47.92                      | 2,805       |
| 남아프리카 공화국     | 6,726                       | 22,191                      | 30.31                      | 35,434      |
| 루마니아              | 6,658                       | 20,321                      | 32.76                      | 15,582      |
| 사모아                | 6,516                       | 18,154                      | 35.89                      | 105         |
| 이라크                | 6,515                       | 14,192                      | 45.91                      | 19,160      |
| 튀니지                | 6,226                       | 14,932                      | 41.70                      | 8,014       |
| 페루                  | 6,036                       | 22,508                      | 26.82                      | 20,766      |
| 멕시코                | 5,784                       | 20,620                      | 28.05                      | 83,850      |
| 요르단                | 5,745                       | 13,328                      | 43.10                      | 5,371       |
| 북마케도니아          | 5,640                       | 12,551                      | 44.94                      | 1,612       |
| 도미니카 연방         | 5,548                       | 23,937                      | 23.18                      | 54          |
| 트리니다드 토바고     | 5,076                       | 15,719                      | 32.29                      | 1,002       |
| 콜롬비아              | 4,937                       | 18,239                      | 27.07                      | 33,751      |
| 세르비아              | 4,903                       | 10,743                      | 45.64                      | 6,809       |
| 투르크메니스탄        | 4,824                       | 10,446                      | 46.18                      | 3,548       |
| 앤티가 바부다         | 4,712                       | 19,497                      | 24.17                      | 70          |
| 엘살바도르            | 4,616                       | 15,219                      | 30.33                      | 4,024       |
| 몽골                  | 4,616                       | 10,295                      | 44.84                      | 1,960       |
| 브라질                | 24,263                      | 31,724                      | 32.58                      | 145,836     |
| 나미비아              | 3,944                       | 11,704                      | 33.70                      | 1,356       |
| 레바논                | 3,932                       | 33,726                      | 11.66                      | 4,162       |
| 솔로몬 제도           | 3,835                       | 9,035                       | 42.45                      | 312         |
| 그레나다              | 3,704                       | 16,081                      | 23.03                      | 71          |
| 보츠와나              | 3,652                       | 10,793                      | 33.84                      | 1,375       |
| 세인트루시아          | 3,525                       | 11,146                      | 31.63                      | 131         |
| 아제르바이잔          | 3,410                       | 7,530                       | 45.29                      | 6,915       |
| 아르메니아            | 3,391                       | 7,583                       | 44.72                      | 2,175       |
| 피지                  | 3,254                       | 8,031                       | 40.52                      | 574         |
| 에콰도르              | 3,211                       | 11,068                      | 29.01                      | 10,507      |
| 아르헨티나            | 3,176                       | 11,530                      | 27.55                      | 29,953      |
| 알제리                | 3,175                       | 9,077                       | 34.98                      | 26,565      |
| 앙골라                | 3,175                       | 7,921                       | 40.08                      | 12,934      |
| 적도 기니             | 3,057                       | 9,398                       | 32.53                      | 695         |
| 온두라스              | 2,887                       | 10,675                      | 27.04                      | 5,417       |
| 러시아                | 2,739                       | 19,997                      | 13.70                      | 112,039     |
| 몰디브                | 2,702                       | 6,808                       | 39.69                      | 308         |
| 튀르키예              | 2,677                       | 18,555                      | 14.43                      | 54,411      |
| 파라과이              | 2,589                       | 9,075                       | 28.53                      | 4,181       |
| 세인트빈센트 그레나딘 | 2,547                       | 10,882                      | 23.41                      | 75          |
| 자메이카              | 2,507                       | 8,924                       | 28.09                      | 1,983       |
| 모로코                | 2,426                       | 9,305                       | 26.07                      | 23,218      |
| 스리랑카              | 2,415                       | 5,758                       | 41.94                      | 14,311      |
| 바누아투              | 2,346                       | 5,355                       | 43.81                      | 152         |
| 벨리즈                | 2,298                       | 8,961                       | 25.64                      | 221         |
| 지부티                | 2,123                       | 5,389                       | 39.40                      | 569         |
| 파푸아뉴기니          | 2,117                       | 6,254                       | 33.85                      | 4,488       |
| 볼리비아              | 2,111                       | 7,306                       | 28.89                      | 6,530       |
| 필리핀                | 1,915                       | 8,349                       | 22.94                      | 62,043      |
| 이란                  | 1,899                       | 4,779                       | 39.74                      | 57,018      |
| 베트남                | 1,806                       | 4,560                       | 39.61                      | 67,300      |
| 키르기스스탄          | 1,797                       | 4,200                       | 42.79                      | 3,668       |
| 파키스탄              | 1,711                       | 3,816                       | 44.84                      | 110,625     |
| 인도네시아            | 1,597                       | 8,919                       | 17.91                      | 170,221     |
| 라오스                | 1,567                       | 5,215                       | 30.05                      | 3,946       |
| 에리트레아            | 1,499                       | 3,412                       | 43.93                      | 2,462       |
| 가이아나              | 1,454                       | 4,620                       | 31.47                      | 475         |
| 에스와티니            | 1,388                       | 4,219                       | 32.90                      | 719         |
| 캄보디아              | 1,365                       | 3,404                       | 40.10                      | 9,598       |
| 짐바브웨              | 1,317                       | 3,216                       | 40.95                      | 8,103       |
| 상투메 프린시페       | 1,311                       | 2,987                       | 43.89                      | 96          |
| 동티모르              | 1,303                       | 2,513                       | 51.85                      | 584         |
| 인도                  | 1,289                       | 7,024                       | 18.35                      | 850,210     |
| 세네갈                | 1,270                       | 3,077                       | 41.27                      | 7,525       |
| 베냉                  | 1,237                       | 2,972                       | 41.62                      | 5,300       |
| 콩고 공화국           | 1,219                       | 3,361                       | 36.27                      | 2,546       |
| 수리남                | 1,147                       | 5,198                       | 22.07                      | 368         |
| 코트디부아르          | 1,119                       | 2,958                       | 37.83                      | 11,501      |
| 태국                  | 1,085                       | 9,969                       | 10.88                      | 52,639      |
| 니카라과              | 1,054                       | 3,721                       | 28.33                      | 3,858       |
| 방글라데시            | 1,006                       | 2,332                       | 43.14                      | 102,793     |
| 코모로                | 971                         | 2,729                       | 35.58                      | 412         |
| 토고                  | 917                         | 2,324                       | 39.46                      | 3,800       |
| 카메룬                | 897                         | 2,282                       | 39.31                      | 11,413      |
| 케냐                  | 880                         | 2,306                       | 38.16                      | 24,546      |
| 레소토                | 857                         | 2,640                       | 32.46                      | 1,208       |
| 네팔                  | 834                         | 2,054                       | 40.60                      | 17,150      |
| 모리타니              | 764                         | 1,756                       | 43.51                      | 2,239       |
| 벨라루스              | 740                         | 1,514                       | 48.88                      | 7,427       |
| 미얀마                | 739                         | 1,515                       | 48.78                      | 34,334      |
| 아이티                | 619                         | 2,472                       | 25.04                      | 6,300       |
| 타지키스탄            | 618                         | 1,364                       | 45.31                      | 4,995       |
| 예멘                  | 594                         | 1,967                       | 30.20                      | 14,122      |
| 부르키나파소          | 569                         | 1,317                       | 43.20                      | 8,571       |
| 시리아                | 500                         | 1,190                       | 42.02                      | 9,477       |
| 말리                  | 468                         | 1,094                       | 42.78                      | 7,834       |
| 라이베리아            | 410                         | 1,015                       | 40.39                      | 2,279       |
| 가나                  | 398                         | 934                         | 42.61                      | 14,972      |
| 잠비아                | 390                         | 1,197                       | 32.58                      | 7,641       |
| 탄자니아              | 383                         | 865                         | 44.28                      | 25,944      |
| 니제르                | 379                         | 863                         | 43.92                      | 8,579       |
| 이집트                | 346                         | 3,717                       | 9.31                       | 57,160      |
| 중앙아프리카 공화국   | 332                         | 960                         | 34.58                      | 2,132       |
| 감비아                | 327                         | 889                         | 36.78                      | 936         |
| 기니                  | 323                         | 816                         | 39.58                      | 6,077       |
| 기니비사우            | 296                         | 701                         | 42.23                      | 909         |
| 차드                  | 294                         | 735                         | 40.00                      | 6,319       |
| 아프가니스탄          | 290                         | 643                         | 45.10                      | 16,245      |
| 우간다                | 287                         | 710                         | 40.42                      | 17,941      |
| 르완다                | 254                         | 660                         | 38.48                      | 6,123       |
| 수단                  | 231                         | 530                         | 43.58                      | 19,846      |
| 나이지리아            | 208                         | 1,572                       | 13.23                      | 88,264      |
| 모잠비크              | 201                         | 482                         | 41.70                      | 13,360      |
| 마다가스카르          | 179                         | 432                         | 41.44                      | 12,471      |
| 시에라리온            | 153                         | 355                         | 43.10                      | 3,596       |
| 카자흐스탄            | 1,520                       | 5,122                       | 29.68                      | 12,086      |
| 부룬디                | 142                         | 321                         | 44.24                      | 4,972       |
| 콩고 민주 공화국      | 123                         | 331                         | 37.16                      | 35,869      |
| 에티오피아            | 78                          | 167                         | 46.71                      | 51,036      |
| 말라위                | 54                          | 141                         | 38.30                      | 8,493       |
| 우크라이나            | 430                         | 3,964                       | 10.85                      | 35,267      |

### 개별 국가 내 소득분배분
소득 불평등은 0과 1 사이의 숫자인 지니계수에 의해 측정된다. 여기서 0은 완벽한 평등을 표현하는데, 이는 모든 사람이 동일한 소득을 가지고 있다는 것을 의미하며, 1은 완벽한 불평등을 나타내며, 한 사람은 모든 소득을 가지고 있고 다른 사람은 아무것도 없다는 것을 의미한다. 지니 지수 값이 50%를 넘는 것으로 간주되며, 브라질, 콜롬비아, 남아프리카, 보츠와나, 온두라스를 포함한 국가들도 이 범주에 포함된다. 30% 이상의 지니 지수 값은 중간값으로 간주되며, 베트남, 멕시코, 폴란드, 미국, 아르헨티나, 러시아, 우루과이를 포함한 국가는 이 범주에서 찾을 수 있다. 30% 미만의 지니 지수 값이 낮은 것으로 간주되며, 오스트리아, 독일, 덴마크, 노르웨이, 슬로베니아, 스웨덴 및 우크라이나를 포함한 국가도 이 범주에 포함된다. 저소득 불평등 범주 (30% 이하)는 슬로바키아, 체코, 우크라이나, 헝가리와 같은 과거 소비에트 연방 또는 그 위성에 속했던 국가를 광범위하게 나타낸다.

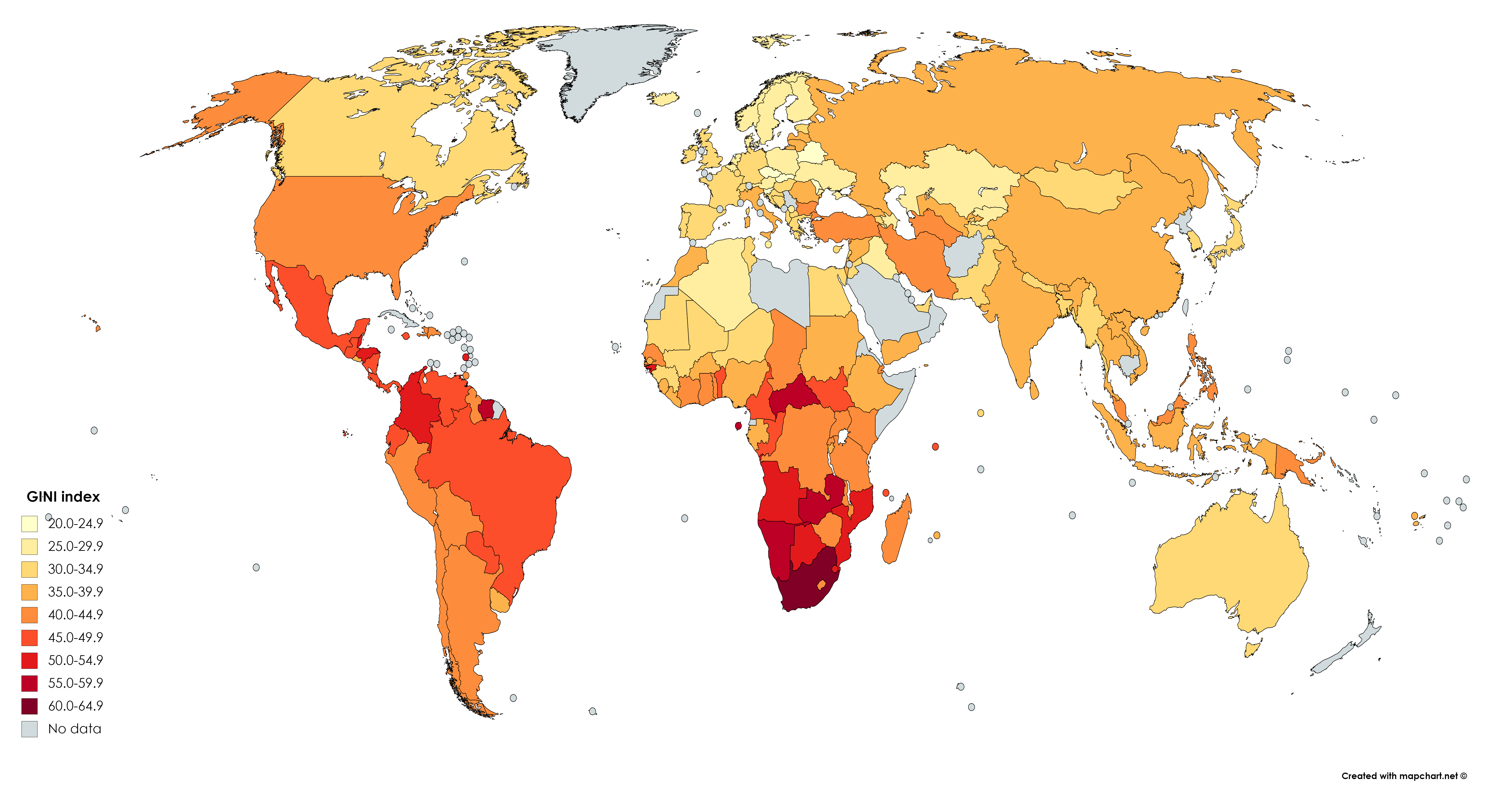
가장 최근에 보고된 지니계수에 따른 국가의 소득 불평등

2012년 유럽 연합 전체의 소득 불평등에 대한 지니 지수는 30.6%에 불과했다.
소득분배는 각 나라 내 부의 분배와 다를 수 있다. 부의 불평등은 지니지수에서도 측정된다. 여기서 지니 지수가 높을수록 국가의 부의 분배에서 불평등이 커지며, 0은 완전한 부의 평등을 의미하며, 1은 모든 것을 가진 개인 이외에는 모든 사람이 부를 가지지 않는 상황을 나타낸다.  예를 들어 덴마크, 노르웨이, 네덜란드와 같은 나라들은 모두 마지막 범주(30% 미만, 낮은 소득 불평등)에 속하며, 70%에서 90%에 이르는 부의 분배에서 지니 지수가 매우 높다.

## 다양한 제안된 경제적 불평등 원인
사회적 요인(성별, 인종, 교육 포함)은 물론 글로벌 시장 기능(무역, 개발, 규제 등)을 비롯해 사회 내 경제적 불평등의 다양한 이유가 있다. 적어도 OECD 국가 내에서 최근의 전반적인 소득 불평등 성장은 대부분 임금과 급여의 불평등 증가에 의해 추진되었다.
경제학자 토마스 피케티는 자본(r)의 수익률이 경제 성장률(g)보다 클 때 경제 격차 확대가 자유시장자본주의의 불가피한 현상이라고 주장한다.

### 노동 시장
현대 시장 경제에서 경제적 불평등의 주요 원인은 시장에 의한 임금 결정이다. 경쟁이 불완전한 곳, 정보가 불균일하게 분포된 곳, 교육과 기술을 습득할 기회가 불평등한 곳, 시장 실패의 결과. 그러한 많은 불완전한 조건들이 사실상 모든 시장에 존재하기 때문에, 사실 시장이 일반적으로 효율적이라는 가정은 거의 없다. 조지프 스티글리츠에 따르면 이는 정부가 그러한 시장 실패를 시정할 수 있는 엄청난 잠재적 역할이 있다는 것을 의미한다. 스티글리츠는 2012년 출간한 저서 불평등의 가격에서 경제적 불평등이 불가피하고 영구적이라고 주장하는데, 이는 가장 부유한 사람들이 가진 정치적 권력의 엄청난 양에 기인하기 때문이다.
"기초적인 경제세력이 작용하고 있는 반면, 정치는 시장을 형성하고, 나머지를 희생시키면서 최고를 유리하게 만들었다." - 불평등의 가격

### 맬서스의 주장
토마스 맬서스는 원래 인구통계학자였으나, 그의 인생 후반기에 그는 주로 인구 전체의 불평등인 경제를 연구하는 데 초점을 맞추었다. 그의 작품에서 그는 인구 증가와 경제와 관련된 문제를 제기했다. 1798년에 출판된 그의 인구원리에 관한 에세이에서 토마스 맬서스는 인구는 기하학적인 속도로 증가하지만 자원은 산술적인 속도로만 증가할 수 있다고 주장한다. 맬서시아니즘이라고도 불리는 그의 이론에서, 그는 여분의 식량이나 자원이 있을 때마다, 그 격차를 해소하기 위해 인구는 더 빨리 증가할 것이라고 설명한다.
"한 나라의 행복은 절대적으로 가난, 부, 젊음, 나이, 인구 부족, 인구 부족, 인구 부족에 좌우되는 것이 아니라, 매년 식량 증가량이 제한되지 않는 인구의 연간 증가에 근접하는 정도에 따라 증가하고 있다." - P에 관한 에세이인구의 원리
몰투시안적 주장은 "인구가 점점 더 많아지더라도 삶의 질은 높아지지 않을 것"이라고 표현할 수 있다. 새로운 기술과 보다 효과적인 자원 제공 방법에도 불구하고, 인구는 1인당 품질이 이전과 같은 크기로 증가할 것이다. 이것은 모든 사람들에게 충분한 식량을 공급하지 못하게 하고, 국민들 사이에 엄청난 기근이나 자원 전쟁을 야기시키고, 전체 인구에서 잠재적으로 사망할 수 있는 지경에 이르게 할 것이다. 이 사건은 맬서스의 재앙이라고 불리며 인구 감소를 지속 가능한 수준으로 되돌린다.
그의 이론에서, 맬서스는 "체크"를 사용하는데, 이것은 인구 규모의 제한적인 요인을 설명하는 용어이다. 그는 그것들을 두 개의 그룹으로 나누었다: 예방 검사와 양성 검사.
"예방 점검"은 예를 들어 자원의 부족이나 성 금욕과 같은 물질적 또는 영적 믿음에 근거하여 생식을 삼가기로 하는 의식적인 결정이다. Malthus는 사람들이 통제되지 않은 인구 성장의 가능한 결과를 인식하고 있기 때문에 고의적으로 그것에 기여하지 않을 것이라고 그의 진술로 이것을 설명했다.
반면에, "긍정적인 점검"은 전쟁, 질병 또는 기근과 같이 인간의 수명을 단축시키는 어떤 사건이다. 이것은 또한 열악한 재정이나 건강 상황을 포함한다. 맬서스의 재앙은 인구의 조기사망률이 너무 높을 때 일어난다.

### 세금
또 다른 원인은 소득세 부과율과 조세제도의 진행률이다. 누진세란 과세표준액이 늘어날수록 세율이 높아지는 세금이다. 누진세제에서 최고세율 수준은 조세체제의 변화로 소득이 변하지 않는 한 사회 내 불평등 수준에 직접 영향을 미치는 경우가 많다. 또한, 사회적 지출에 적용되는 더 가파른 세금 진행률은 전반적으로 더 평등한 소득분배를 초래할 수 있다.미국의 근로소득세액공제 등 세액공제도 소득 불평등을 줄일 수 있다. 과세 전 소득분배에 대한 지니지수와 과세 후 지니지수의 차이는 이 같은 과세의 효과를 나타내는 지표다.

### 교육

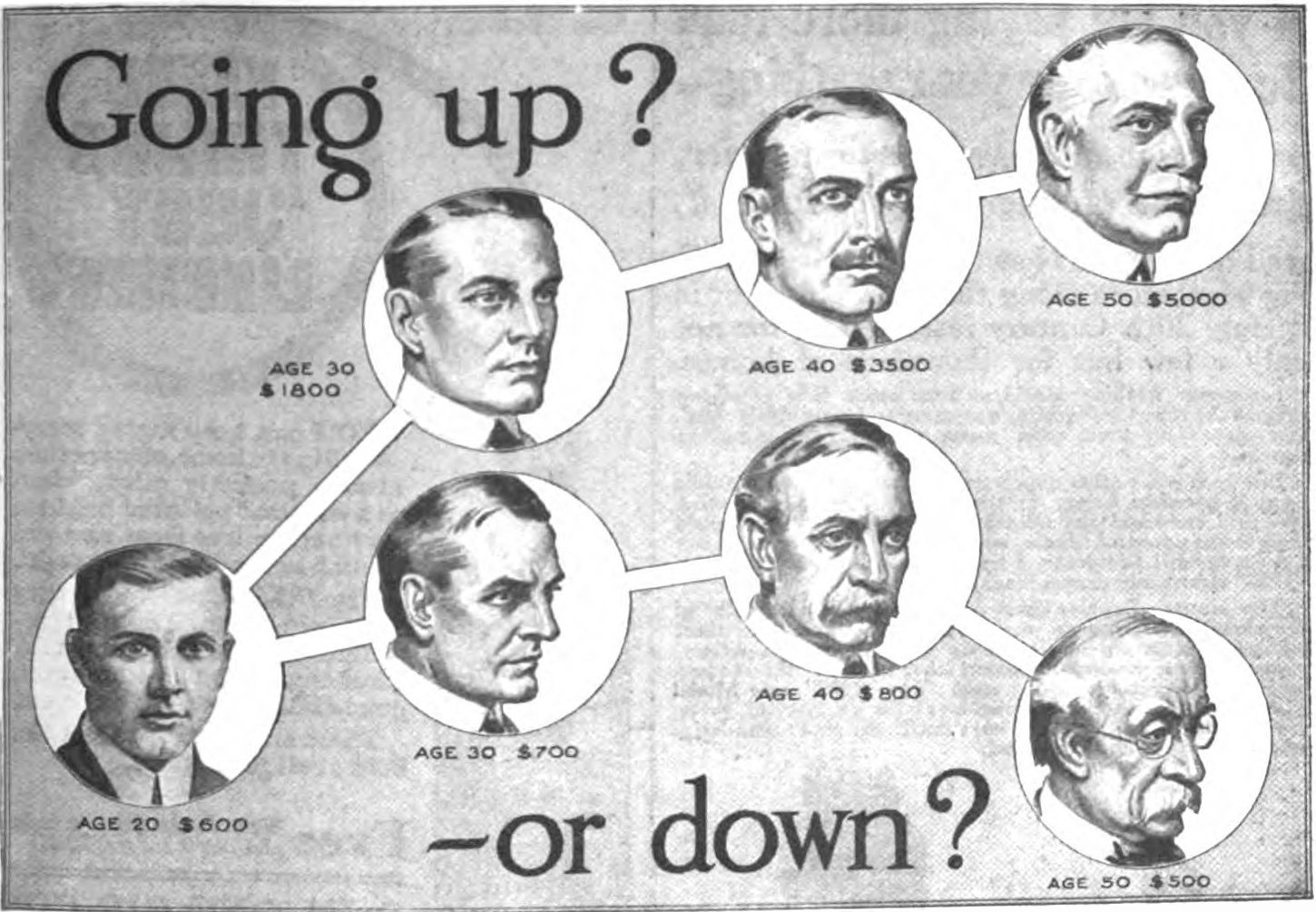
1916년 미국 잡지 뒤에 있는 직업학교 광고의 삽화. 교육은 더 높은 소득의 열쇠로 여겨져 왔고, 이 광고는 산업 혁명 동안 존재하는 거대한 소득 불평등의 하향 이동의 결과를 위협할 뿐만 아니라 자기 개선의 가능성에 대한 미국인들의 믿음에 호소했다.

불평등을 조성하는 중요한 요인은 개인의 교육 접근성의 변화이다. 특히 노동자의 수요가 많은 지역의 교육은 이 교육을 받은 사람들의 높은 임금을 창출한다. 그러나 교육의 증가는 처음에는 증가하다가 소득 불평등뿐만 아니라 성장률도 감소시킨다. 결과적으로, 교육을 받을 여유가 없거나, 선택 교육을 받지 않기로 선택한 사람들은 일반적으로 훨씬 더 낮은 임금을 받는다. 교육 부족이 직접적으로 소득 감소로 이어져 총저축과 투자를 낮춘다는 것이 그 명분이다. 반대로 양질의 교육은 가난한 사람들의 생산적인 잠재력을 발휘하도록 도와주기 때문에 소득을 높이고 성장을 촉진한다.

### 경제자유주의, 규제완화, 노조의 쇠퇴
CEPR의 존 슈미트와 벤 지퍼러(2006)는 경제적 불평등의 원인 중 하나로 경제 자유주의와 사업 규제 축소를 지적하고 있다. 이들은 노조가 강세를 지속해온 유럽 대륙의 자유주의와 비교해서 영미 자유주의 정책의 집중적인 효과를 분석한 결과, "미국의 경제사회 모델은 높은 수준의 소득 불평등, 높은 상대적, 절대적 빈곤 등 상당한 수준의 사회적 배제와 관련이 있다"고 결론지었다. 낮은 비율과 불평등한 교육 결과, 나쁜 건강 결과, 높은 범죄율과 투옥률. 동시에, 이용할 수 있는 증거는 미국식 노동 시장의 유연성이 노동 시장의 결과를 극적으로 개선한다는 견해에 대한 지지를 거의 제공하지 않는다. 반대로 대중의 편견에도 불구하고, 미국 경제는 데이터를 이용할 수 있는 모든 유럽 대륙 국가들보다 낮은 수준의 경제적 이동성을 일관되게 가지고 있다."
보다 최근에는 국제통화기금(IMF)이 여러 선진국들의 노조화 감소와 신자유주의적 경제체제의 확립이 소득 불평등 증가를 부추겼다는 연구결과를 발표했다.

### 정보기술
정보기술의 중요성 증가는 소득 불평등을 증가시켰다고 여겨진다. 기술"불평등의 최근 증가의 주된 동력"에릭 Brynjolfsson, MIT의로 불리었다. 조나단 로스웰은 이러한 설명에 반대하면서, 높은 발명의 비율로 기술적 진보가 측정된다면, 그것과 불평등 사이에는 부정적인 상관관계가 있다고 지적한다. "특허협력조약에 따라 제출된 특허출원으로 측정되는" 발명의 비율이 높은 국가는 적은 국가보다 불평등이 낮다. 한 국가에서는 "기술자와 소프트웨어 개발자의 급여가 연간 39만 달러(상위 1% 소득자의 최저 한도)를 초과하는 경우가 거의 없다"고 한다.
Juliet B와 같은 몇몇 연구자들. 쇼르는 소득 불평등의 가속기로서 영리 온라인 공유 경제 플랫폼의 역할을 강조하며 노동 시장의 외부인들에게 힘을 실어주는 데 그들의 예상 기여에 의문을 제기한다.
노동 서비스 플랫폼인 TaskRabbit의 예를 들어, 그녀는 많은 수의 제공자들이 이미 안정적인 정규직 일자리를 가지고 있고, 그들의 일을 고용 밖에서 다양화함으로써 그들의 수입을 증가시키는 기회로 플랫폼에 참여한다는 것을 보여주는데, 이것은 소수자의 남은 일의 양을 제한하는 경향이 있다.플랫폼 작업자의 y
I또한 기존 경제 분야의 노동 시장에 통합된 학위(또는 대학 학위)가 없는 근로자에 의해 수행되던 수동 작업이 높은 수준의 교육을 받은 근로자에 의해 수행됨에 따라 2013년 작업 토끼의 70%가 학사 학위를 보유하게 됨으로써 노동 대체의 중요한 현상이 나타나고 있다. 학위, 석사학위 20%, 박사학위 5%이다. 따라서 플랫폼 회사가 아닌 다른 회사의 비용으로 이러한 수동 서비스에 대한 수요를 점점 더 많이 포착하고 있는 플랫폼의 개발은 실업 기간 동안 보충 또는 과도기적 작업으로 사용될 수 있는 더 많은 수익 기회를 제공하는 숙련된 근로자들에게 주로 도움이 될 수 있다.

### 세계화
무역 자유화는 경제적 불평등을 세계적인 규모에서 국내 규모로 바꿀 수 있다. 부국이 가난한 나라와 교역할 때, 부국의 저숙련 노동자들은 경쟁의 결과로 임금이 줄어드는 반면, 가난한 나라의 저숙련 노동자들은 임금이 증가하는 것을 볼 수 있다. 무역 경제학자 폴 크루그먼은 무역 자유화가 미국의 증가하는 불평등에 상당한 영향을 미쳤다고 추정한다. 그는 이러한 추세가 가난한 나라들과의 교역 증가와 생산 수단의 단편화로 인해 숙련된 일자리가 더 많이 거래되기 때문이라고 말한다.
인류학자 제이슨 히켈은 세계화와 '구조적 조정'이 치솟는 글로벌 불평등의 중요한 원동력인 '바닥으로의 레이스'를 촉발시켰다고 주장한다. 히켈이 언급하는 또 다른 동인은 애초에 구조 조정의 필요성을 진전시킨 부채 제도이다.

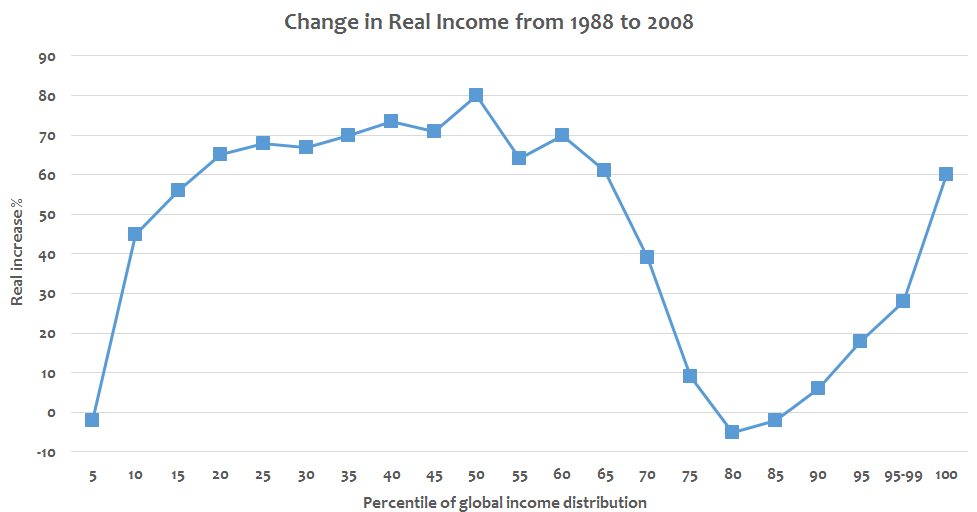
"코끼리 곡선": 1988년과 2008년 사이의 실질 소득의 변화는 세계 소득 분포의 다양한 소득 백분위수에서 나타난다.

### 성별

2015년 경제협력개발기구(OECD)에 따른 정규직 근로자의 중위소득 성별 격차

많은 나라에서 노동시장에서 남성에게 유리한 성별 임금 격차가 있다. 차별 이외의 몇 가지 요인이 이 격차에 기여한다. 평균적으로, 여성들은 남성들보다 일을 찾을 때 급여 외에 다른 요소들을 고려할 가능성이 더 높으며, 여행이나 이전하려는 의지가 더 적을 수 있다. 그의 저서 '지식과 결정'에서 토마스 소웰은 이러한 차이가 여성들이 결혼이나 임신으로 인해 직업을 갖지 못하기 때문이라고 주장한다. 미국 인구조사 보고서는 일단 다른 요소들이 설명되면, 여성과 남성 사이의 소득에 여전히 차이가 있다고 말했다. 아르메니아, 그루지야, 아제르바이잔 세 나라를 대상으로 한 연구는 성별이 소득 불평등의 원동력 중 하나이며, 여성이 된다는 것은 다른 요소들이 동등하게 유지되었을 때 소득에 상당한 부정적인 영향을 미친다는 것을 보여준다. 이 결과는 세 나라 모두에서 성별 임금 격차가 50%를 넘는다는 것을 보여준다.이러한 결과는 보통 고용주들이 출산 휴가 가능성 때문에 여성 고용을 기피하는 경향이 있기 때문이다. 다른 이유로는 직업적 분리가 있을 수 있는데, 이것은 여성들이 보통 사회 복지 사업이나 교육 같은 저임금 직책과 부문에 축적되어 있다는 것을 암시한다.

### 인종
또한 다양한 인종을 가진 사람들의 부, 수입, 그리고 경제적 복지에 있어서 세계적으로 인정된 차이가 있다. 많은 국가에서, 특정 인종 인구 통계의 구성원들이 낮은 임금, 경력 및 교육 발전 기회 감소, 세대간 부의 격차를 경험한다는 것을 보여주는 자료가 존재한다. 차별을 경험한 인종에 속하는 사람들이 처음부터 불우한 가정에서 태어나 자원과 기회를 마음대로 갖지 못하는 이른바 '인종자본'의 출현을 밝혀낸 연구 결과가 있다. 교육, 기술 및 인지 능력의 보편적 부족, 그리고 특정 인종 내의 상속 가능한 재산은 종종 세대 간에 전해져, 이러한 인종화된 빈곤 순환의 탈출을 점점 더 어렵게 만든다. 또한, 상당한 차이를 경험하는 민족 집단도 종종 소수 민족이지만, 비록 종종 그들이 가장 심한 불이익을 경험하는 국가에서도 적어도 대표적으로는 소수 민족이다. 결과적으로, 그들은 종종 정부 정책이나 사회 계층화에 의해 분리되어, 부와 원조에 있어서 광범위한 격차를 경험하는 민족 공동체로 이어진다.
일반적으로 역사적으로 그리고 체계적으로 식민지화된 인종(일반적으로 토착 민족)은 오늘날에도 더 낮은 수준의 재정 안정을 계속 경험하고 있다. 비록 정확한 사회경제적 징후들이 다른 지역에 걸쳐 변화하지만, 지구촌의 남부는 특히 이 현상에 의해 희생된 것으로 여겨진다.

#### 서구화된 국가
서유럽, 북미, 호주 등 근대화 수준이 높은 경제 발전 사회에서도 소수 민족과 이민자 집단 특히 경제적 차별을 경험한다. 민권 운동과 정의 개혁이 정치 선진국의 교육 및 기타 경제적 기회에 대한 접근성을 향상시켰지만, 인종 소득과 부의 격차는 여전히 상당한 것으로 입증되고 있다. 예를 들어, 미국에서 한 설문조사가 있다. 아프리카계 미국인은 그들이 고등학교와 대학을 중퇴할 가능성이 더 높고, 일반적으로 낮은 임금으로 더 적은 시간 동안 고용되며, 평균적인 세대간 부를 가지고 있으며, 백인보다 젊은 성인으로서 복지를 더 많이 이용할 가능성이 있다는 것을 보여준다.
멕시코계 미국인들은 흑인 미국인에 비해 사회경제적 요소를 덜 약화시키지만 백인에 비해 같은 영역에서 결함을 경험하고 있으며 백인 미국인이 전체적으로 경험하는 안정성 수준에 재정적으로 동화되지는 않았다. 이러한 경험들은 미국과 같은 나라에서 인종에 따른 측정된 불균형의 영향이다. 연구 결과, 흑인들은 백인들에 비해 현저하게 낮은 상승 이동성, 더 높은 하향 이동성, 그리고 더 쉽게 자손들에게 전달되는 빈곤으로 고통받고 있다. 인종 세대를 거쳐 현재로 넘어온 노예제도와 후기 인종 차별주의 시대이는 미국, 영국, 프랑스, 스페인, 호주 등과 같은 국가의 백인이 아닌 대부분의 인구에게 다양한 규모로 적용되는 지속적인 재정적 불평등이다.

#### 라틴 아메리카
카리브해, 중앙아메리카, 그리고 남아메리카의 국가들에서, 많은 인종들은 유럽의 식민지화에 대한 영향을 계속 다루고 있으며, 일반적으로 백인들이 이 지역의 백인들보다 눈에 띄게 더 가난한 경향이 있다. 토착 인종과 아프리카계(예: 멕시코, 콜롬비아, 칠레 등)의 상당한 인구를 가진 많은 국가에서 소득 수준은 백인 인구통계학적 경험의 절반 정도일 수 있으며, 이러한 불평등은 교육, 직업 기회 및 빈곤 구제에 대한 체계적 불평등을 동반한다. 브라질과 코스타리카와 같은 도시화 지역을 제외하고 세계의 이 지역은 계속해서 과소 연구되고 있으며, 반대 증거에도 불구하고 극심한 사회 및 경제적 계층화에서 멀리 떨어진 인종적, 식민지 이후의 사회에서 살고 있다고 생각하는 라틴 아메리카 사람들에 의해 종종 인종적 불균형이 부인되고 있다.

#### 아프리카
아프리카 국가들 역시 대서양 횡단 노예 무역의 영향에 대해 계속 대처하고 있는데, 이 무역은 아프리카 시민권을 가진 흑인들에게 전체적으로 경제 발전을 다른 어떤 지역보다 후퇴시켰다. 식민지 개척자들이 인종에 근거하여 대륙에 그들의 소유지를 계층화한 정도는 결국 식민지에서 벗어난 국가들에서 비백인들이 경험하는 격차의 규모와 직접적인 상관관계가 있었다. 예를 들어, 이전의 프랑스 식민지들은 당시 아프리카에 거주하던 프랑스인들이 강요한 엄격한 위계질서의 결과로 백인과 비백인 사이의 소득 불평등율이 훨씬 더 높다고 본다.또 다른 예는 남아프리카 공화국에서 발견되는데, 남아프리카 공화국은 아파르트헤이트의 사회 경제적 영향 때문에 여전히 비틀거리고 있으며, 아프리카 전역에서 가장 높은 인종 소득과 부의 불평등을 경험하고 있다. 나이지리아, 짐바브웨, 시에라리온과 같은 다른 나라들에서, 시민 개혁의 움직임은 처음에 재정 발전 기회들에 대한 접근성을 향상시키도록 이끌었다. 그러나 자료 백문이 아닌 기간 동안 이러한 진보가 교육과 향상된 세대간 부를 추구하는 최신 세대의 흑인들에게 멈춰 서거나 지워지고 있다는 것을 보여준다. 부모의 경제적 지위는 아프리카와 소수 민족 집단의 재정적인 미래를 계속 정의하고 예측하고 있다.틀:Needs update

#### 아시아
중국, 중동, 중앙아시아와 같은 아시아 지역과 국가들은 인종차이 측면에서 크게 연구되지 않았으나, 심지어 이곳에서도 서구 식민화의 영향은 지구상의 다른 지역에서 발견되는 것과 유사한 결과를 제공한다. 게다가, 인도의 카스트제도와 같은 문화적, 역사적 관행도 그들의 흔적을 남긴다. 인도의 경우 불균형이 크게 개선되고 있지만, 소득과 부의 불평등을 누적적으로 초래하는 가볍고 어두운 피부 톤의 사람들 사이에는 여전히 사회적 계층화가 존재하며, 다른 곳에서 볼 수 있는 많은 빈곤 함정에서 나타난다.

### 경제 발전
경제학자 사이먼 쿠즈넷은 경제적 불평등의 수준은 대부분 발전 단계의 결과라고 주장했다. 쿠즈넷에 따르면, 개발 수준이 낮은 나라들은 상대적으로 부의 분배가 평등하다고 한다. 나라가 발전함에 따라, 그것은 더 많은 자본을 획득하게 되고, 이것은 이 자본의 소유자들이 더 많은 부와 수입을 갖게 되고 불평등을 야기하게 된다. 결국, 사회복지 프로그램과 같은 다양한 가능한 재분배 메커니즘을 통해, 더 많은 선진국들이 불평등의 낮은 단계로 되돌아간다.

쿠즈넷 곡선

안드로니크 탕기안은 첨단 기술로 생산성이 높아지면 대부분의 상품에 대한 임금 구매력이 높아져 '노동력 등가물'의 저임금 노동자가 가능해져, 그럼에도 불구하고 공정한 보수의 인상을 유지할 수 있다고 주장한다. 이러한 환상은 임금이 상당한 수공노동을 하는 상품에 대한 구매력이 감소함에 따라 사라진다. 적정 급여와 사실 급여의 차이는 기업 소유자와 상위 소득자에게 돌아가 불평등을 증가시킨다.

### 부의 집중

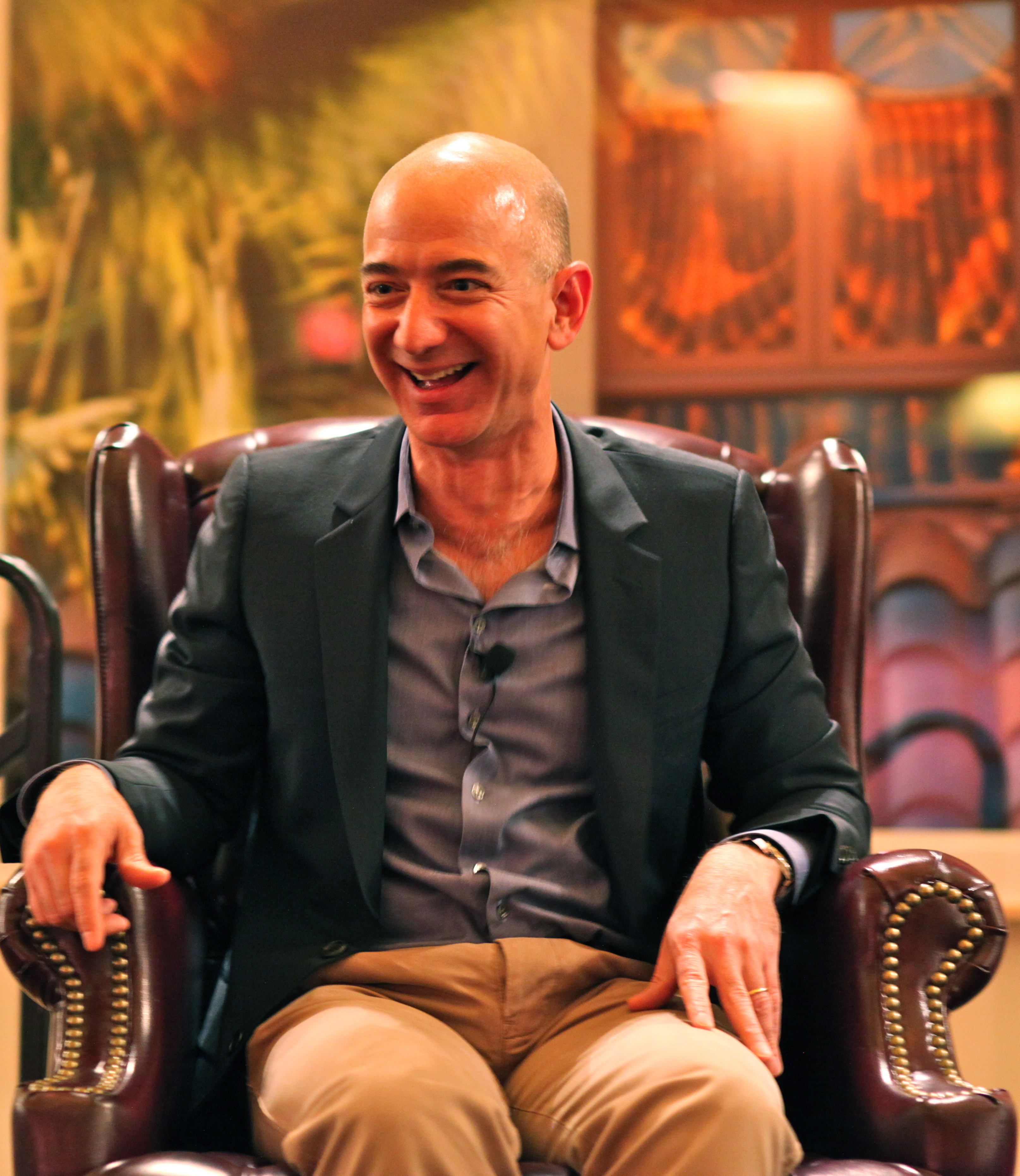
2021년 기준으로 제프 베조스는 세계에서 가장 부유한 사람이다.

부의 집중은 특정한 조건 하에서 새로 창조된 부가 이미 부유한 개인이나 실체를 소유하는 과정이다. 따라서, 이미 부를 보유한 사람들은 부를 창출하는 새로운 원천에 투자하거나 그렇지 않으면 부의 축적을 활용할 수 있는 수단을 가지고 있기 때문에, 그들은 새로운 부의 수혜자이다. 시간이 흐르면서, 부의 집중은 사회 내 불평등의 지속에 크게 기여할 수 있다. 토마스 피케티는 21세기 자본이라는 책에서 분산을 위한 근본적인 힘은 대개 경제 성장보다 자본의 더 큰 수익이며, 더 큰 행운이 더 높은 수익을 창출한다고 주장한다.
랜드 코퍼레이션의 2020년 연구에 따르면, 1975년부터 2018년까지 미국 소득 상위 1%가 하위 90%에서 50조 달러를 가져갔다.

### 임대료 찾기
경제학자 조셉 스티글리츠는 부와 소득의 집중을 설명하기보다는 시장 세력이 그러한 집중에 제동이 되어야 한다고 주장하는데, 이는 '임대 추구'라고 알려진 비시장 세력들에 의해 설명되는 것이 더 나을 수 있다. 시장은 부의 창출, 생산성 향상 등을 보상하기 위해 희박하고 원하는 기술에 대한 보상을 입찰하는 한편, 가격 인하, 이익 감소, 대규모 보상 경쟁을 촉진해 성공한 기업가의 초과이익 획득도 막기로 했다. 스티글리츠에 따르면, 증가하는 불평등에 대한 더 나은 설명은 특정 집단에 의해 창출된 정치적 힘을 재정적으로 이로운 정부 정책을 형성하기 위해 사용하는 것이다. 경제학자들에게 임대료 추구로 알려진 이 과정은 부의 창출이 아니라 "그들의 노력이 없었다면 생산되었을 부의 더 많은 부분을 움켜쥐는 것"에서 수입을 얻는다.

### 금융산업
제이미 갤브레이스는 더 큰 금융 부문을 가진 나라들이 더 큰 불평등을 가지고 있으며, 그 연결고리는 우연이 아니라고 주장한다.틀:Why

### 지구 온난화
2019년 PNAS에서 발표된 연구는 지구 온난화가 국가 간 경제 불평등을 증가시키고, 선진국의 경제 성장을 촉진하는 동시에, 지구 남부의 개발도상국들의 이러한 성장을 저해하는 역할을 한다는 것을 발견했다. 이 연구는 선진국과 개발도상국 사이의 격차의 25%가 지구 온난화에 기인한다고 말한다.
옥스팜과 스톡홀름 환경연구소가 2020년 발표한 보고서에 따르면 1990년부터 2015년까지 전 세계 이산화탄소 배출량의 절반 이상을 세계 인구의 가장 부유한 10%가 차지했으며, 이는 60% 증가한 수치이다. UNEP의 2020년 보고서에 따르면, 부자들의 과소비야말로 기후 위기의 중요한 원동력이며, 세계 인구의 가장 부유한 1%가 극빈층 50%를 합친 온실가스 배출량의 두 배 이상을 차지한다. 잉거 안데르센은 보고서 서문에서 "파리 협정 목표치에 부합하기 위해 이 엘리트들은 발자국을 30배 줄여야 할 것"이라고 말했다.

## 완화 요인
좌파 성향의 입법부를 가진 국가들은 일반적으로 불평등 수준이 낮다. 많은 요소들이 경제적 불평등을 제약한다. 그들은 두 종류, 즉 정부가 후원하는 것과 시장 주도적인 것으로 나눌 수 있다. 각각의 접근법의 상대적 장점과 효과는 논쟁의 대상이다.
경제적 불평등을 줄이기 위한 정부의 전형적인 계획은 다음과 같다.
- 공교육: 숙련된 노동력의 공급을 늘리고 교육 차이에 따른 소득 불평등을 줄인다.[96]
- 누진제=부자는 빈곤층보다 비례적으로 세금이 많이 부과돼 과세 변화가 소득의 변화를 일으키지 않으면 사회의 소득 불평등 규모가 줄어든다.[97]경제 불평등을 줄일 수 있는 정부 개입 이외의 시장 영향력은 다음과 같다.
  - 지출 경향: 부와 수입이 증가함에 따라, 한 사람이 더 많은 지출을 할 수 있다. 극단적인 예로, 한 사람이 모든 것을 소유한다면, 그들은 즉시 재산을 유지하기 위해 사람들을 고용해야 할 필요가 있을 것이고, 따라서 부의 집중을 감소시킬 것이다.[98] 반면 고소득층은 저축성향이 높다.[99] 로빈 마이알은 경제적 부를 증가시키면 소비 성향이 떨어지고 투자 성향이 증가하여 이미 부유한 에이전트의 성장률이 더욱 높아짐을 보여준다.[100] 연구에 따르면 1300년 이후 유럽에서 부의 불평등이 현저하게 감소한 시대는 흑사병과 2차 세계 대전뿐이었다.[101] 역사학자 발터 스키델은 석기시대 이후 극도의 폭력, 재난, 격변만이 완전한 전쟁, 공산주의 혁명, 병폐, 국가 붕괴의 형태로 불평등을 현저하게 감소시켰다고 주장한다.[102][103] 그는 "전면적인 열핵전쟁만이 기존의 자원분배를 근본적으로 재설정할 수 있다"며 "평화적 정책개혁이 앞으로 점점 더 어려워지는 과제들에 대해 불평등하게 판명될 수 있다"고 밝혀왔다.[104][105]

## 영향들
경제적 불평등이 사회의 다른 측면에 미치는 영향에 대해 많은 연구가 이루어졌다.
- 건강: 오랫동안 물질적인 생활 수준이 높아지면, 그 사람들은 충분한 음식, 물, 그리고 온기에 접근할 수 있었기 때문에 수명이 길어진다. 영국의 연구원 리처드 G. 윌킨슨과 케이트 피켓은 불평등이 더 높은 국가와 주에서 더 높은 건강 및 사회적 문제(비만, 정신질환, 살인, 10대 출생, 투옥, 아동 분쟁, 약물 사용)를 발견했다.[106][107] 그들의 연구는 미국 대부분의 주를 포함한 24개 선진국을 포함했고, 핀란드와 일본과 같은 더 선진국에서 건강 문제가 유타 주나 뉴햄프셔 주와 같이 불평등율이 높은 주보다 훨씬 더 낮은 것을 발견했다. 일부 연구는 "절망의 죽음"의 급증, 자살, 약물 과다 복용, 알코올 관련 사망을 소득 불평등 확대와 연관시킨다.[108][109] 반대로, 다른 연구는 이러한 효과를 발견하지 못하거나 교란 변수의 문제로 인해 연구가 어려움을 겪었다고 결론 내렸다.[110]
- 사회 상품: 영국 연구원 Richard G. Wilkinson과 Kate Pickett은 불평등이 더 높은 국가와 주에서 더 낮은 비율(국가별 기대 수명, 교육 성과, 낯선 사람 간의 신뢰, 여성의 지위, 사회적 이동성, 짝수 특허 발급 수)을 발견했다.[106][107]
- 사회적 응집력:연구 수입 부등식과 사회적 응집성 사이에 역 링크를 보여 주었다.보다 평등한 사회에서, 사람들은 훨씬 더 사회적 자본의 각 다른 방안이 신뢰할(친선, 친목 모임, 상호 공감과 사회적 유대감들 간의 사회적 단위를 구성하는 혜택)더 큰 주민 참여 제안할 가능성이 높다.
- 범죄: 국가 간 연구는 경제적 불평등이 덜한 사회에서 살인율이 일관되게 더 낮다는 것을 보여준다.[111] 2016년 연구는 지역간 불평등이 테러리즘을 증가시킨다는 것을 발견했다.[112] 다른 연구는 불평등이 범죄율에 거의 영향을 미치지 않는다고 주장해왔다.[113][114]
- 복지: 연구들은 불평등이 낮은 사회에서, 인구 전체의 만족과 행복이 더 높은 경향이 있다는 증거를 발견했다.[115][116]
- 빈곤: Jared Bernstein과 Elise Gould의 연구는 미국의 빈곤이 지난 수십 년 동안의 경제적 불평등의 감소로 인해 줄어들 수 있었다는 것을 시사한다.[117][118]
- 부채: 소득 불평등이 증가하는 가계 부채의 원동력이었다.[119][120] 고소득자들이 부동산 가격을 올리고 중산층들은 한때 중산층 생활양식을 유지하려다 빚더미에 올라서기 때문이다.[121]
- 경제성장: 2016년 메타분석 결과, 성장에 미치는 평균적인 영향은 크지 않았지만, "부유국보다 불평등이 성장에 미치는 영향은 부정적이고 덜 발전된 국가에서 더 뚜렷하다"는 것이 밝혀졌다. 이 연구는 또한 부의 불평등이 소득 불평등보다 성장에 더 위험하다는 것을 발견했다.[122]
- 시민 참여: 높은 소득 불평등은 모든 형태의 사회적, 문화적, 시민적 참여를 덜 부유한 사람들 사이에서 이끌었다.[123]
- 정치적 불안정성: 연구들은 경제적 불평등이 민주적 붕괴의 위험 증가를 포함한 더 큰 정치적 불안정성을 야기한다는 것을 보여준다.[8][124][125][126][127] 그리고 시민 분쟁.[128][9]
- 정당 반응:한 연구는 경제적 불평등, 좌파 성향의 정치인들에 의한 시도는 동안 아무리 급하더라도 보수 우파 정치인들은 재분배 정책을 억압하기 위해 찾는 재분배 정책을 추구하라는 메시지를 발견한다.[129]

## 관점

### 공정성 대 평등성
크리스티나 스타먼스 등에 따르면 2017), 연구 문헌에는 불평등을 혐오하는 사람들에 대한 증거가 없다. 분석된 모든 연구에서, 실험실과 실제 상황에서 실험 대상자들은 동일한 분포보다 공정한 분포를 선호했다. 공공장소에서 연구자들은 공정성이 평등과 우연히 일치하는 연구를 언급할 때 공정성 대신 평등을 느슨하게 말할 수 있지만, 많은 연구에서 공정성은 평등과 신중하게 분리되어 있고 결과는 획일적이다. 이미 매우 어린 아이들은 평등보다 공정함을 더 좋아하는 것 같다.
사람들이 그들의 이상적인 사회에서 각 5분위의 재산이 무엇이겠느냐는 질문을 받았을 때, 그들은 가장 가난한 5분위보다 가장 부유한 5분위에게 50배의 금액을 주었다. 청소년기에 불평등에 대한 선호도가 높아지고, 분배에서 행운, 노력, 능력을 선호하는 능력도 증가한다.
불평등한 분배에 대한 선호가 인류에게 발전된 것은 아마도 그것이 더 나은 협력을 가능하게 하고 한 사람이 더 생산적인 사람과 함께 일할 수 있게 해주기 때문일 것이다. 불평등은 또한 비록 이것이 많이 논의되고 있지만, 자유 승차자, 부정 행위자, 그리고 잘못된 행동의 사람들의 문제를 해결할 수 있다고 한다. 연구원은 사람들은 보통 실제 불평등의 또한 훨씬 사회적 불평등의 그들의 원하는 수준보다 높은 것은 수준을 과소 평가하고 있다.
구소련과 같은 많은 사회에서, 분배는 부유한 토지 소유주들로부터 항의로 이어졌다. I현재 미국에서는, 많은 사람들이 분배가 너무 불평등하다는 점에서 불공평하다고 느낀다. 두 경우 모두 불평등이 아닌 불공평이 원인이라고 연구자들은 결론짓는다.

### 사회주의적 관점
사회주의자들은 부의 엄청난 차이를 소유주 계급이 생산수단을 사적으로 소유하기 때문이라고 보고 인구 중 소수만이 자본 설비, 금융자산, 기업 주식 등의 소유권 덕분에 불로소득을 먹고 사는 상황을 만들고 있다. 대조적으로, 인구의 대부분은 임금이나 급여의 형태로 소득에 의존한다. 이러한 상황을 바로잡기 위해, 사회주의자들은 생산수단이 사회적 생산물에 대한 개인의 기여에 대한 소득차이가 반영될 수 있도록 사회적으로 소유되어야 한다고 주장한다.
마르크스 경제학은 불평등의 증가를 일자리 자동화와 자본주의 내 자본의 심화 때문이라고 한다. 일자리 자동화의 과정은 자본주의 재산 형태와 그것의 임금 노동의 수반 시스템과 충돌한다. 이 분석에서, 자본주의 기업들은 점점 더 비용을 줄이고 이윤을 극대화하기 위한 경쟁적인 압력 하에서 자본 장비를 노동 투입(노동자)에 대체한다. 장기적으로 이러한 추세는 자본의 유기적 구성을 증가시키며, 이는 자본 투입량에 비례하여 필요한 노동자가 적어져 실업률이 증가한다는 것을 의미한다. 이 과정은 임금에 하향 압력을 가한다. 노동을 위한 자본장비 교체(기계화·자동화)로 근로자별 생산성이 높아져 자본가 계층의 재산소득 수준이 높아지는 가운데 서민 임금이 상대적으로 정체되는 상황이 빚어지고 있다.
마르크스주의 사회주의자들은 궁극적으로 생산수단의 공동소유에 기초해 공산주의 사회의 출현을 예측하는데, 여기서 각 개인은 소비재에 자유롭게 접근할 수 있다(각 개인은 능력에 따라, 각 개인은 필요에 따라). 마르크스주의 철학에 따르면, 자유접근의 의미에서 평등은 개인들을 의존적인 관계로부터 해방시켜, 그들이 소외감을 초월하도록 하는 데 필수적이다.

### 메리토크라시
성과주의는 개인의 성공이 그의 성과, 즉 기여의 직접적인 기능인 궁극적인 사회를 선호한다. 경제적 불평등은 개인의 기술, 재능, 그리고 인간 인구의 노력에서 넓은 범위의 자연스러운 결과일 것이다. 데이비드 랜즈는 산업혁명을 이끈 서구 경제발전의 진보는 가족이나 정치적 연줄보다는 자신의 공적을 통해 발전하는 남성들에 의해 촉진되었다고 말했다.

### 자유주의적 관점
중도나 중도좌파 정치집단을 포함한 대부분의 현대 사회자유주의자들은 자본주의 경제체제는 근본적으로 보존되어야 하지만 소득격차에 대한 현상유지는 개혁되어야 한다고 생각한다. 사회 진보주의자들은 케인즈의 거시경제 정책이 활발하고 (소득 불평등의 차이를 없애기 위해) 누진적 과세를 하는 자본주의 체제를 선호한다. 연구에 따르면 자유주의적 신념을 가진 사람들은 더 큰 소득 불평등을 도덕적으로 잘못된 것으로 보는 경향이 있다.

다만 현대의 고전적 진보주의자들과 자유주의자들은 일반적으로 부의 불평등에 대한 입장을 취하지 않고 불평등한 부의 분배로 이어지든 상관없이 법 아래에서의 평등을 믿는다. 1966년 오스트리아 경제사상학교의 저명한 인물인 루드비히 폰 미제스는 다음과 같이 설명한다.
자유주의적 평등 옹호자들은 인간이 불평등하게 태어나고, 사회적 협력과 문명을 일으키는 것이 바로 그들의 불평등이라는 사실을 충분히 알고 있었다. 법 아래에서의 평등은 우주의 불가결한 사실을 바로잡고 자연적인 불평등을 사라지게 하기 위해 고안된 것이 아니라는 그들의 의견이다. 반대로, 그것은 인류 전체를 위해 그것이 얻을 수 있는 최대의 이익을 확보할 수 있는 장치였다. 그러므로 어떤 인공 기관도 그가 동료 시민들을 가장 잘 모실 수 있는 역에 도달하는 것을 막으면 안 된다.
로버트 노직(Robert Nozick)은 정부가 무력으로 부를 재분배하며, 이상적인 도덕 사회는 모든 개인이 무력으로부터 자유로운 사회가 될 것이라고 주장했다. 그러나 노직은 일부 현대의 경제적 불평등은 재산을 강제로 빼앗은 결과이며, 일정량의 재분배는 불평등 그 자체 때문이 아니라 이 세력을 보상하기 위해 정당화될 수 있다는 것을 인식했다. 존 라울스는 정의론에서 논했다. 부의 분배의 불평등이 가장 가난한 구성원을 포함하여 사회 전체를 개선시킬 때에만 정당화된다는 것을 의미한다. Rawls는 그의 정의 이론의 완전한 함의를 논하지 않는다. 어떤 사람들은 사회의 가장 가난한 구성원들조차 이론적으로 자본주의의 기술혁신을 통해 이익을 보기 때문에 라울스의 주장을 자본주의의 정당성으로 본다. 다른 사람들은 오직 강력한 복지국가만이 라울스의 정의론을 충족시킬 수 있다고 믿는다.

고전적인 자유주의자인 밀턴 프리드먼은 경제적 평등을 추구하기 위해 정부의 조치가 취해진다면 정치적 자유는 타격을 입을 것이라고 믿었다. 유명한 인용문에서 그는 다음과 같이 말했다.
자유보다 평등을 우선시하는 사회는 둘 다 얻지 못할 것이다. 평등보다 자유를 우선시하는 사회는 두 가지 모두에 대해 높은 점수를 받을 것이다.
경제학자 타일러 코웬은 국가 내에서 소득 불평등이 증가했지만, 세계적으로는 2014년까지 20년 동안 감소했다고 주장해왔다. 그는 소득 불평등이 개별 국가들을 더 악화시킬 수도 있지만, 전반적으로 글로벌 불평등이 줄어들면서 세계는 개선되었다고 주장한다.

### 사회정의론
패트릭 다이아몬드와 앤서니 기든스(각각 경제사회학 교수)는 '재분배 없이는 한 세대의 성공한 개인이 다음 세대의 내재된 카스트가 되어 축적된 부를 축적하게 되기 때문에 순수한 성과주의는 일관성이 없다'고 주장한다.
그들은 또한 "사회 정의"가 "국가의 부를 건설하는데 사회 각 부문이 기여한 것을 인정하기 위해서, 그것을 더 널리 확산시키는 방식으로 고소득과 많은 부의 재분배를 필요로 한다고 말한다. (패트릭 다이아몬드와 앤서니 기든스, 2005년 6월 27일, 뉴 스테이츠맨)
프란치스코 교황은 에반게리 가우디움에서 "빈민의 문제가 시장의 절대적 자율성과 금융투기를 거부하고 불평등의 구조적 원인을 공격함으로써 급진적으로 해결되지 않는 한, 세계의 문제나 어떤 문제에 대한 해결책도 찾을 수 없을 것"이라고 말했다. 그는 나중에 "불평등은 사회악의 뿌리"라고 선언했다.
소득 불평등이 낮으면 총수요가 상대적으로 많아지는데, 일반 소비재나 서비스를 원하는 사람이 많아지면 이를 감당할 수 있는 반면 노동력은 상대적으로 부유층에 의해 독점되지 않기 때문이다.

### 사회복지에 미치는 영향
대부분의 서구 민주주의 국가들에서 경제적 불평등을 제거하거나 줄이려는 욕망은 일반적으로 정치적 좌파와 관련이 있다. 축소에 찬성하는 한 가지 실질적인 주장은 경제적 불평등이 사회적 응집력을 감소시키고 사회적 불안을 증가시켜 사회를 약화시킨다는 생각이다. 이것이 사실이라는 증거가 있고 적어도 소규모의 사람들과 대면하는 사람들에게 직관적이다. Alberto Alesina, Rafael Di Tella, 그리고 Robert MacCulloch는 불평등이 유럽에서는 행복에 부정적인 영향을 주지만 미국에서는 그렇지 않다는 것을 발견했다.
경제적 불평등이 항상 정치적 불평등으로 번져 문제를 더욱 악화시킨다는 주장도 제기되어 왔다. 경제적 불평등이 증가하면 경제적으로 더 가난해지는 사람이 없는 경우에도, 경제적 불평등이 증가하면 민주적 과정에 참여하는 능력의 불평등이 높아져 권력 이동으로 이어질 수 있기 때문에 자원의 불평등이 증가하는 것은 불리하다.

### 역량 접근 방식
능력 접근법(일부 인간 개발 접근법)은 소득 불평등과 빈곤을 "능력 부족"의 한 형태로 간주한다. '웰빙을 효용 극대화'로 규정하는 신자유주의와 달리 경제성장과 소득은 종말 자체보다는 종말을 위한 수단으로 꼽힌다. 그것의 목표는 "사람들의 선택과 그들이 성취한 행복의 수준을 넓히는" 것이다. 증가된 기능(한 사람이 가치 있게 여기는 일), 능력(기능을 즐길 수 있는 자유), 기관(가치 있는 목표를 추구할 수 있는 능력)을 통해.
한 개인의 능력이 낮아지면, 그들은 어떤 면에서는 그렇지 않을 때처럼 많은 수입을 얻는 것을 박탈당한다. 늙고 병든 남자는 건강한 젊은이만큼 벌 수 없다; 성 역할과 관습은 여성이 교육을 받거나 집 밖에서 일하는 것을 방해할 수 있다. 광범위한 공황을 야기하는 전염병이 있을 수도 있고, 사람들이 그들의 삶을 두려워해서 출근하지 못하게 하는 폭력이 그 지역에 만연할 수도 있다. 이에 따라 소득 불평등이 커지고, 추가 지원 없이는 격차를 줄이기가 더욱 어려워진다. 이러한 불평등을 방지하기 위해, 이 접근법은 사람들이 그들의 기능, 능력, 기관을 거부당하지 않도록 하기 위해 정치적 자유, 경제적 시설, 사회적 기회, 투명성 보장 및 보호안전을 갖는 것이 중요하다고 믿는다.

## 완화하기 위한 정책 응답
근로자들에게 생활임금보다 적게 지급하는 것에 의존하는 어떤 사업체도 이 나라에서 계속할 권리가 없다.
2011년 OECD 연구는 회원국에 다음과 같은 여러 가지 제안을 한다.
- 잘 겨냥된 소득 지원 정책.
- 고용에 대한 접근 촉진 및 장려.
- 낮은 숙련도의 직업 관련 훈련과 교육을 개선하면 생산성과 미래 수익을 높이는 데 도움이 될 것이다.
- 정규 교육에 대한 접근성 향상.

누진세제는 고소득 개인에 대한 높은 비율이 지급되고 회피되지 않을 때 절대적인 소득 불평등을 감소시키고, 이전 지급과 사회 안전망이 정부 지출의 점진적인 결과를 가져온다. 소득 불평등을 줄이기 위한 수단으로 임금 비율 법제화도 제시됐다. OECD는 공공 지출이 날로 확대되는 부의 격차를 줄이는데 필수적이라고 주장한다.
경제학자 에마뉘엘 사에즈와 토마스 피케티는 부유층에 대해 최고 50%, 70%, 심지어 90%까지 높은 최저 세율을 권장하고 있다.랠프 네이더, 제프리 삭스, 긴축 반대 연합 전선, 그 중에서도 사회 안전망과 공공 부문을 강화하기 위해 금융 거래 세금(로빈 후드 세금으로도 알려져 있다)을 요구하고 있다.
이코노미스트는 2013년 12월 이렇게 썼다. "최저임금이 너무 높게 책정되지 않는다면 일자리에 아무런 악영향 없이 급여를 인상할 수 있다.중간소득의 38%인 미국의 연방최저임금은 세계에서 가장 낮은 부자들 중 하나이다. 어떤 연구는 연방정부나 주정부의 최저 임금에서 고용에 해를 끼치지 않고, 다른 연구들은 적은 임금을 보지만, 심각한 피해는 발견하지 못한다."
임대료 추구에 대한 일반적인 제한과 과세는 정치적 영역 전반에 걸쳐 인기가 있다.
미국의 소득 불평등의 원인과 영향을 다루는 공공정책 대응은 다음과 같다: 점진적인 세금 발생 조정, 부양 자녀 있는 가정에 대한 원조, 복지, 식품 도장 프로그램, 사회 보장, 의료 보험, 메디케이드 같은 사회 안전망 조항 강화, 지역사회 이익 단체 구성, 증가, 증가.d 고등교육 보조금 개혁, 인프라 지출 증가, 임대료 추구 제한 및 세금 부과.
다론 아체모글루, 제임스 로빈슨, 티에리 베르디에가 2017년 정치경제저널에 발표한 연구 결과에 따르면 미국의 자본주의와 불평등은 자본주의의 더 "비겁한" 형태가 할 수 없는 기술과 혁신을 낳는다고 주장한다. 이에 따라 미국 내 불평등 확대와 위험 감수에서부터 스칸디나비아 내 강력한 안전망이 지원하는 평등주의 사회까지 이들 사회 국민 간 펀더멘털의 차이를 반영하기보다는 상대적으로 선진국에서 우리가 관찰하는 기관의 다양성이 나타날 수 있다. 상호 자강 세계 균형 그렇다면 이 균형 속에서 스칸디나비아의 자본주의는 부분적으로 더 잔인한 미국 자본주의에 의해 만들어진 지식의 유출에 의존하기 때문에 '우리는 모두 스칸디나비아인처럼 될 수 없다'고 말했다.같은 저자의 2012년 작업보고서도 비슷한 주장을 펴고 있는 레인 켄워시(Lane Kenworty)가 문제를 제기했는데, 그는 무엇보다도 북유럽 국가들이 세계 경제 포럼의 글로벌 경쟁력 지수(Global Competitivity Index)에 의해 세계에서 가장 혁신적인 국가 중 일부로서 계속 순위가 매겨지고 있고, 스웨덴이 가장 혁신적인 국가로 꼽혔다.2012~2013년 핀란드 결혼, 미국 6위.
그러나 2030년까지 경제적 불평등을 상당히 줄이는데 국제적인 노력을 기울이려는 유엔 지속가능발전목표 10과 같은 세계적 구상이 있다.

## 같이 보기
- 반자본주의
- 계급투쟁
- 자본주의에 대한 비판
- 가난의 대물림
- 경제민주주의
- 경제적 균형
- 기회균등
- 대분기
- 인간 개발 지수
- 소득 분배
- 소득 불평등에 따른 나라 목록
- 패러다이스 페이퍼스
- 프레카리아트
- 불안정 노동
- 공립 대학
- 지대추구
- 사회적 불평등
- 조세 피난처

## 추가판독서
책
- Atkinson, Anthony B.; Bourguignon, François (2000). 《Handbook of income distribution》. Amsterdam New York: Elsevier. ISBN 9780444816313.
- Atkinson, Anthony B. (2015). Inequality: What Can Be Done? Cambridge, Massachusetts: Harvard University Press. ISBN 0674504763
- Barro, Robert J.; Sala-i-Martin, Xavier (2003) [1995]. 《Economic growth》 2판. Massachusetts: MIT Press. ISBN 9780262025539.
- Deneulin, Séverine; Shahani, Lila (2009). 《An introduction to the human development and capability approach freedom and agency》. Sterling, Virginia Ottawa, Ontario: Earthscan International Development Research Centre. ISBN 9781844078066.
- Giddens, Anthony; Diamond, Patrick (2005). 《The new egalitarianism》. Cambridge, UK Malden, Massachusetts: Polity. ISBN 9780745634319.
- Gilens, Martin (2012). 《Affluence and influence: Economic inequality and political power in America》. Princeton, New Jersey New York: Princeton University Press Russell Sage Foundation. ISBN 9780691162423.
- Gradín, Carlos; Leibbrandt, Murray; Tarp, Finn, 편집. (2021). 《Inequality In The Developing World》. Oxford University Press. ISBN 9780198863960.
- Lambert, Peter J. (2001). 《The distribution and redistribution of income》 3판. Manchester New York New York: Manchester University Press Palgrave. ISBN 9780719057328.
- Lynn, Richard; Vanhanen, Tatu (2002). 《IQ and the wealth of nations》. Westport, Connecticut: Praeger. ISBN 9780275975104.
- Merino, Noël, 편집. (2016). 《Income inequality》. Opposing Viewpoints Series. Farmington Hills, Michigan: Greenhaven Press. ISBN 9780737775259.
- Page, Benjamin I.; Jacobs, Lawrence R. (2009). 《Class war?: What Americans really think about economic inequality》. Chicago: University of Chicago Press. ISBN 9780226644554.
- Ribeiro, Marcelo Byrro (2020). Income Distribution Dynamics of Economic Systems: An Econophysical Approach. Cambridge University Press. ISBN 978-1-107-09253-2.
- Salverda, Wiemer; Nolan, Brian; Smeeding, Timothy M. (2009). 《The Oxford handbook of economic inequality》. Oxford New York: Oxford University Press. ISBN 9780199231379.
- Schmidtz, David (2006). 《The elements of justice》. Cambridge New York: Cambridge University Press. ISBN 9780521539364.
- Sen, Amartya (1999). 《Development as Freedom》. New York: Oxford University Press. ISBN 9780198297581.
- Sen, Amartya; Foster, James E. (1997). 《On economic inequality》. Radcliffe Lectures. Oxford New York: Clarendon Press Oxford University Press. ISBN 9780198281931.
- von Braun, Joachim; Diaz-Bonilla, Eugenio (2008). 《Globalization of food, and agriculture, and the poor》. New Delhi Washington D.C: Oxford University Press International Food Policy Research Institute. ISBN 9780195695281.
- Wilkinson, Richard G. (2005). 《The impact of inequality: how to make sick societies healthier》. London: Routledge. ISBN 9780415372695.
- Wilkinson, Richard G.; Pickett, Kate (2009). 《The spirit level: why more equal societies almost always do better》. London: Allen Lane. ISBN 9781846140396.

기사
- Rivera Vicencio, Eduardo, "Inequality,Precariousness and Social Costs of Capitalism. In the Era of Corporate Governmentality" International Journal of Critical Accounting (IJCA), Vol 11, Nº1, pp. 40–70. .
- Ahamed, Liaquat, "Widening Gyre: The rise and fall and rise of economic inequality", The New Yorker, 2019년 9월 2일, pp. 26–29. "[T]here seems to [be] some sort of cap on inequality – a limit to the economic divisions a country can ultimately cope with." (p. 28.)
- Alesina, Alberto; Di Tella, Rafael; MacCulloch, Robert (2004). “Inequality and happiness: Are Europeans and Americans different?”. 《Journal of Public Economics》 88 (9–10): 2009–42. CiteSeerX 10.1.1.203.664. doi:10.1016/j.jpubeco.2003.07.006.
- Andersen, Robert (2012). “Support for Democracy in Cross-national Perspective: The Detrimental Effect of Economic Inequality” (PDF). 《Research in Social Stratification and Mobility》 30 (4): 389–402. doi:10.1016/j.rssm.2012.04.002. 2021년 6월 24일에 원본 문서 (PDF)에서 보존된 문서. 2021년 6월 18일에 확인함.
- Andersen, Robert; Fetner, Tina (2008). “Economic Inequality and Intolerance: Attitudes toward Homosexuality in 35 Democracies”. 《American Journal of Political Science》 52 (4): 942–58. doi:10.1111/j.1540-5907.2008.00352.x. hdl:11375/22293. JSTOR 25193859.
- Barro, Robert J. (1991). “Economic Growth in a Cross Section of Countries”. 《The Quarterly Journal of Economics》 106 (2): 407–43. CiteSeerX 10.1.1.312.3126. doi:10.2307/2937943. JSTOR 2937943.
- Barro, Robert J. (2000). “Inequality and Growth in a Panel of Countries”. 《Journal of Economic Growth》 5 (1): 5–32. doi:10.1023/A:1009850119329. S2CID 2089406.
- Fukuda-Parr, Sakiko (2003). “The Human Development Paradigm: Operationalizing Sen's Ideas on Capabilities”. 《Feminist Economics》 9 (2–3): 301–17. doi:10.1080/1354570022000077980. S2CID 18178004.
- Galor, Oded; Zeira, Joseph (1993). “Income Distribution and Macroeconomics”. 《The Review of Economic Studies》 60 (1): 35–52. CiteSeerX 10.1.1.636.8225. doi:10.2307/2297811. JSTOR 2297811.
- Hatch, Megan E.; Rigby, Elizabeth (2015). “Laboratories of (In)equality? Redistributive Policy and Income Inequality in the American States”. 《Policy Studies Journal》 43 (2): 163–187. doi:10.1111/psj.12094.
- Kaldor, Nicholas (1955). “Alternative Theories of Distribution”. 《The Review of Economic Studies》 23 (2): 83–100. doi:10.2307/2296292. JSTOR 2296292.
- Kenworthy, Lane (2010). “Rising Inequality, Public Policy, and America's Poor”. 《Challenge》 53 (6): 93–109. doi:10.2753/0577-5132530606. JSTOR 27896630. S2CID 154630590.
- Kenworthy, Lane (2017). “Why the Surge in Income Inequality?”. 《Contemporary Sociology》 46 (1): 1–9. doi:10.1177/0094306116681789. S2CID 151979382.
- Komlos, John (2015). “In America, inequality begins in the womb”. PBS, Making Sen$se. 2018년 7월 29일에 확인함.
- Lagerlof, Nils-Petter (2005). “Sex, equality, and growth”. 《Canadian Journal of Economics》 38 (3): 807–31. doi:10.1111/j.0008-4085.2005.00303.x. S2CID 154768462.
- Lazzarato, Maurizio (2009). “Neoliberalism in Action: Inequality, Insecurity and the Reconstitution of the Social”. 《Theory, Culture & Society》 26 (6): 109–33. doi:10.1177/0263276409350283. S2CID 145758386.
- Maavak, Mathew (December 2012). “Class warfare, anarchy and the future society” (PDF). 《Journal of Futures Studies》 17 (2): 15–36. 2017년 10월 19일에 원본 문서 (PDF)에서 보존된 문서. 2013년 3월 18일에 확인함.
- García-Peñalosa, Cecilia; Turnovsky, Stephen J. (2007). “Growth, Income Inequality, and Fiscal Policy: What Are the Relevant Trade-offs?”. 《Journal of Money, Credit and Banking》 39 (2–3): 369–94. CiteSeerX 10.1.1.186.2754. doi:10.1111/j.0022-2879.2007.00029.x.
- Pigou, Arthur C. (1932) [1920], 〈Part I, Chapter VIII: Economic welfare and changes in the distribution of the national dividend (section I.VIII.3)〉,   Pigou, Arthur C., 《The economics of welfare》 4판, London: Macmillan and Co., OCLC 302702.
- Sala-i-Martin, X. (2006). “The World Distribution of Income: Falling Poverty and ... Convergence, Period”. 《The Quarterly Journal of Economics》 121 (2): 351–97. doi:10.1162/qjec.2006.121.2.351. JSTOR 25098796.
- Seguino, Stephanie (2000). “Gender Inequality and Economic Growth: A Cross-Country Analysis”. 《World Development》 28 (7): 1211–30. doi:10.1016/S0305-750X(00)00018-8.
- Smeeding, Timothy M.; Thompson, Jeffrey P. (2011). 〈Recent Trends in Income Inequality〉.   Immervoll, Herwig; Peichl, Andreas; Tatsiramos, Konstantinos. 《Who Loses in the Downturn? Economic Crisis, Employment and Income Distribution》. Research in Labor Economics 32. 1–50쪽. doi:10.1108/S0147-9121(2011)0000032004. ISBN 978-0-85724-749-0.
- Solow, Robert M. (1956). “A Contribution to the Theory of Economic Growth”. 《The Quarterly Journal of Economics》 70 (1): 65–94. doi:10.2307/1884513. hdl:10338.dmlcz/143862. JSTOR 1884513.
- Stewart, Alexander J.; McCarty, Nolan; Bryson, Joanna J. (2020). “Polarization under rising inequality and economic decline”. 《Science Advances》 6 (50): eabd4201. doi:10.1126/sciadv.abd4201. PMC 7732181. PMID 33310855. S2CID 216144890.
- Svizzero, Serge; Tisdell, Clem (2003). “Income inequality between skilled individuals” (PDF). 《International Journal of Social Economics》 30 (11): 1118–30. doi:10.1108/03068290310497486.

### 역사
- Alfani, Guido, and Matteo Di Tullio. The Lion's Share: Inequality and the Rise of the Fiscal State in Preindustrial Europe, Cambridge University Press, Cambridge 2019. [https://www.cambridge.org/core/books/lions-share/EF7F07CCC52B674403391EF4BA8384D2
- Crayen, Dorothee, and Joerg Baten. "New evidence and new methods to measure human capital inequality before and during the industrial revolution: France and the US in the seventeenth to nineteenth centuries." Economic History Review 63.2 (2010): 452-478. online
- Hickel, Jason (2018). 《The Divide: Global Inequality from Conquest to Free Markets》. W. W. Norton & Company. ISBN 978-0393651362.
- Hoffman, Philip T., et al. "Real inequality in Europe since 1500." Journal of Economic History 62.2 (2002): 322-355. online
- Morrisson, Christian, and Wayne Snyder. "The income inequality of France in historical perspective." European Review of Economic History 4.1 (2000): 59-83. online
- Lindert, Peter H., and Steven Nafziger. "Russian inequality on the eve of revolution." Journal of Economic History 74.3 (2014): 767-798. online
- Nicolini, Esteban A.; Ramos Palencia, Fernando (2016). “Decomposing income inequality in a backward pre‐industrial economy: Old Castile (Spain) in the middle of the eighteenth century”. 《Economic History Review》 69 (3): 747–772. doi:10.1111/ehr.12122. S2CID 154988112.
- Piketty, Thomas, and Emmanuel Saez. "The evolution of top incomes: a historical and international perspective." American economic review 96.2 (2006): 200-205. online 보관됨 2011-12-26 - 웨이백 머신
- Piketty, Thomas, and Emmanuel Saez. "Income inequality in the United States, 1913–1998." Quarterly journal of economics 118.1 (2003): 1-41. online
- Saito, Osamu. "Growth and inequality in the great and little divergence debate: a Japanese perspective." Economic History Review 68.2 (2015): 399-419. Covers 1600-1868 with comparison to Stuart England and Mughal India.
- Scheidel, Walter (2017). 《The Great Leveler: Violence and the History of Inequality from the Stone Age to the Twenty-First Century》. Princeton: Princeton University Press. ISBN 978-0691165028.
- Stewart, Frances. "Changing perspectives on inequality and development." Studies in Comparative International Development 51.1 (2016): 60-80. covers 1801 to 2016.
- Sutch, Richard. "The One Percent across Two Centuries: A Replication of Thomas Piketty's Data on the Concentration of Wealth in the United States." Social Science History 41.4 (2017): 587-613. Strongly rejects all Piketty's estimates for US inequality before 1910 for both top 1% and top 10%. online
- Van Zanden, Jan Luiten. "Tracing the beginning of the Kuznets curve: Western Europe during the early modern period." Economic History Review 48.4 (1995): 643-664. covers 1400 to 1800.
- Wei, Yehua Dennis. "Geography of inequality in Asia." Geographical Review 107.2 (2017): 263-275. covers 1981 to 2015.